# Metroul din Viena
Metroul din Viena (în germană U-Bahn Wien, o abreviere de la "Untergrundbahn" sau cale ferată subterană) este un sistem de metrou, care deservește capitala Austriei, Viena. Acesta care constă în cinci linii, cea mai mare parte dintre ele aflându-se în subteran. Prima secțiune a metroului modern s-a deschis la 8 mai 1976. Liniile U4 și U6 fac parte din vechiul sistem Stadtbahn, care a fost deschis în 1898 și au fost transformate ulterior în linii de metrou.
Rețeaua este interconectată cu sistemul S-Bahn. Toate mijloacele de transport în comun din Viena, inclusiv tramvaie, autobuze și trenuri pot fi utilizate cu același bilet. Singurele excepții sunt Linia de autobuz și Trenul expres spre Aeroportul Internațional Viena. Stațiile sunt adesea numite după străzi sau zone din oraș, iar în unele cazuri speciale, după clădiri proeminente aproape de gară, cu toate că politica oficială a Wiener Linien este de a nu da un nume stațiilor după clădiri.
Liniile nu au nici un nume specific. Ele pur și simplu au un număr cu prefixul "U" (de la U-Bahn). În plus, fiecare linie poate fi identificată după o culoare. În prezent, există cinci linii: U1, U2, U3, U4 și U6. Linia de metrou U5 este planificată ca fiind prima linie de metrou fără mecanic din Austria. Construcția acesteia ar avea loc în perioada 2018-2023.
Metroul vienez are trei origini: Conversia de la Stadtbahn în 1898 (linia U4 și părți ale liniei U6), conversia de la un premetrou (părți ale U2 și părți ale U6), și nou-construita rețea de metrou (U1, U3, părți ale U2 și U6).

## Istorie
După o planificare neobișnuit de lungă pentru construirea unui sistem feroviar subteran ghidat înseamnă sfârșitul al 19-lea a fost Century, de cale ferată de munte-ca tensiunea coloana vertebrală, care a fost operat de la metroul ușor la Viena, linia de cale ferată suburbane, și a constat din compus, și de la început ca o cale ferată cu abur. Construcția rețelei de metrou este împărțită în mai multe etape:
1. Procesul de expansiune 1976 - 1982 (construirea liniilor U1, U2, U4)
2. Procesul de expansiune 1989 - 2000 (două linii noi U3, U6)
3. Procesul de expansiune 2001 - 2010 (prelungirea U1, U2)
4. În stadiu de dezvoltare între 2010 și 2020 (extinderi suplimentare a rețelei)

## Metroul ușor ca o fundație pentru U-Bahn
În anul 1890, Guvernul cere formarea unei comisii "pentru sistemele de transport din Viena", sfârșind acestă planificare interminabilă. Ei au început cu un sistem de planificare de metrou ușor. Doi ani mai târziu, pe 6 februarie 1892, s-a decis crearea unei legi de instituire a unei rețele de metrou usor cu o lungime de rețea de mai mult de 40 de kilometri. Această rețea a fost inițial planificată ca o magistrală pentru locomotive cu abur. Ceremonia de inaugurare pentru muncă a avut loc la 7 decembrie 1892, prezentată de către Căile Ferate Imperiale de Stat. Construirea sistemelor feroviare a început doar în 1894. În calitate de consultant pentru designul artistic este arhitectul Otto Wagner, acesta stabilind numărul de stații de permise în Art Nouveau. Aceste stații în parte, există și astăzi și depun mărturie în special suburbiile din linia de astăzi U6. Alfred Horn face legătura între costul ridicat al acestei arhitecturi și eliminarea sucursalei propuse de linie de centură a Matzleinsdorf. 
Cele mai bine conservate stații de pe linia U6 sunt Währingerstrasse și Nussdorferstrasse, iar în anul 2006 a fost restaurată de asemenea și stația Gumpendorferstraße. Metroul ușor (cu abur) a fost gestionat doar în primele decenii ale existenței sale, nu s-a dezvoltat într-un transport de masa cu adevărat important - cum a fost stabilit, cel puțin de la începutul secolului XX, tramvaiul electric. Între anii 1910-1918, a fost din nou pusă problema planurilor de a recrea un sistem eficient de transport în masă. Probabil inspirat de un proiect de metrou în AEG din 1895, Franz Musil a ieșit în 1910 cu un proiect de metrou vienez, care prevedea o conexiune subterană Hernals - Stephansplatz. Karl Hochenegg combate în același an un sistem combinat subteran, precum și proiectul „sub suprafață”. În anul 1910 a fost de asemenea o anchetă relevantă, astfel încât în 1911 a fost facută publicitate către furnizori privați, pe baza rezultatului anchetei. Izbucnirea Primului Război Mondial în 1914, a adus ca atare un timp îndelungat de luare a deciziilor.

### Deschidere

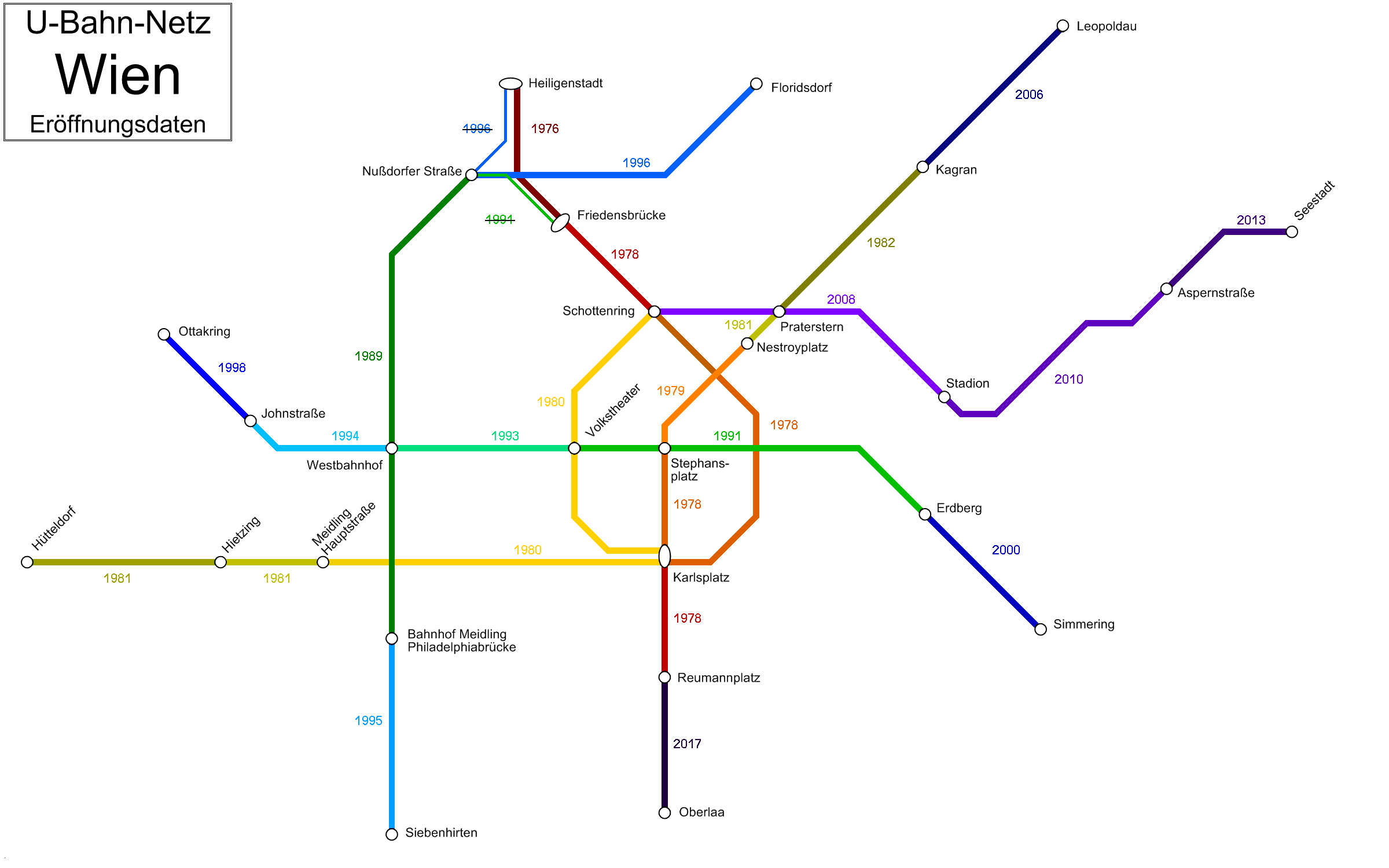
Grafic care arată porțiunile de metrou și anul în care acestea au fost deschise.

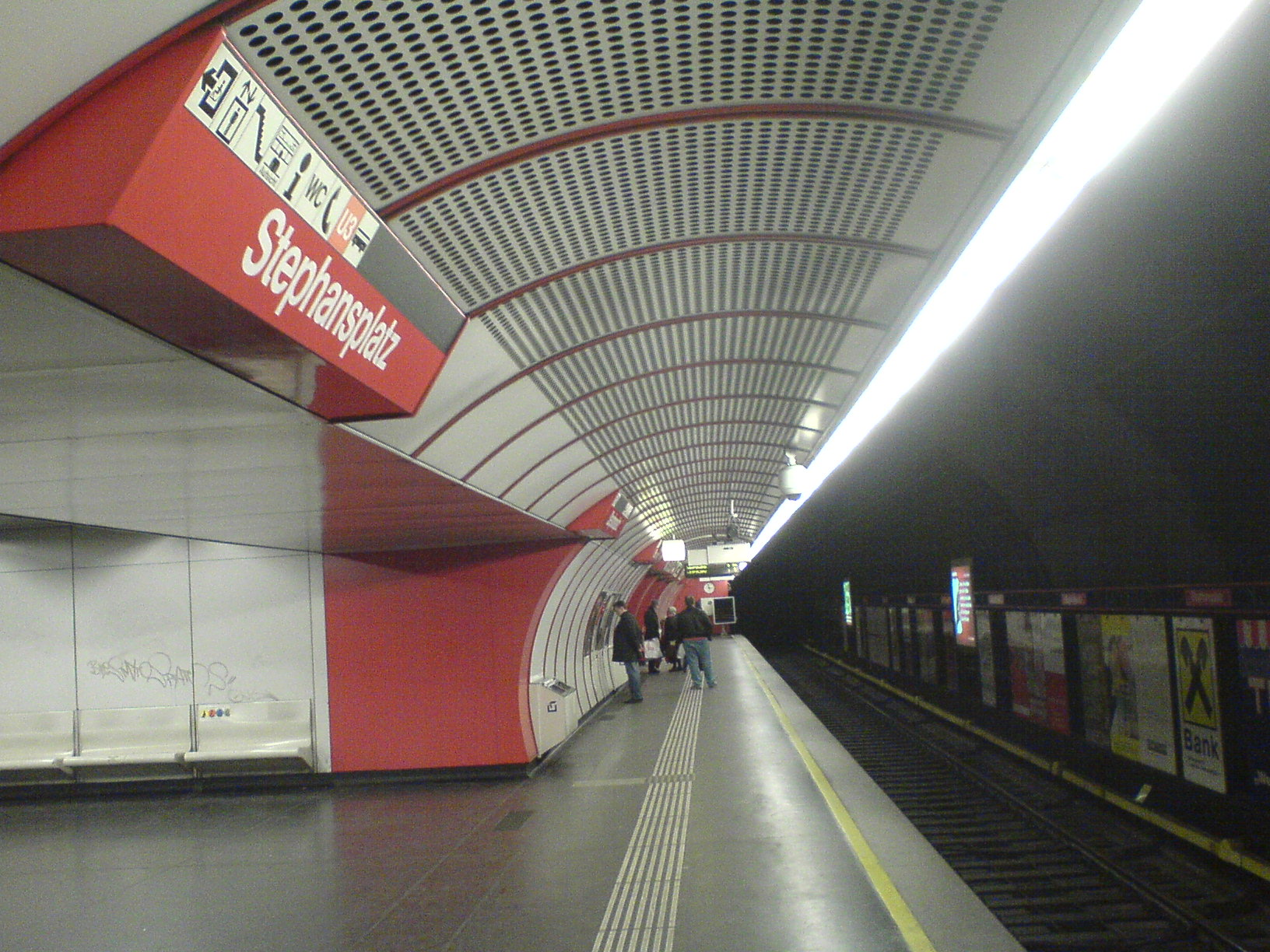
Linia U1, stația Stephansplatz, deschisă în anul 1978.

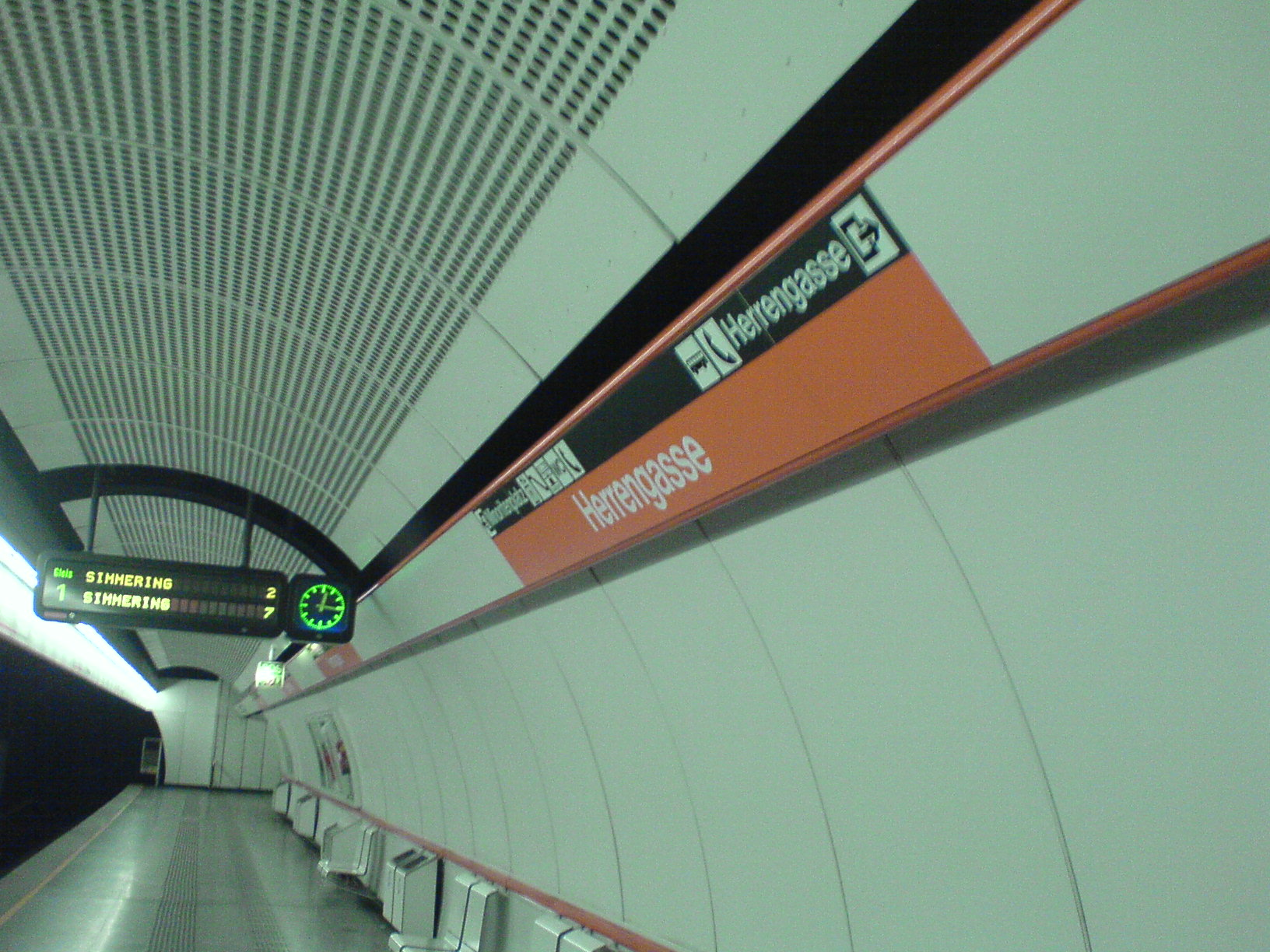
Linia U3, stația Herrengasse, deschisă în anul 1991.

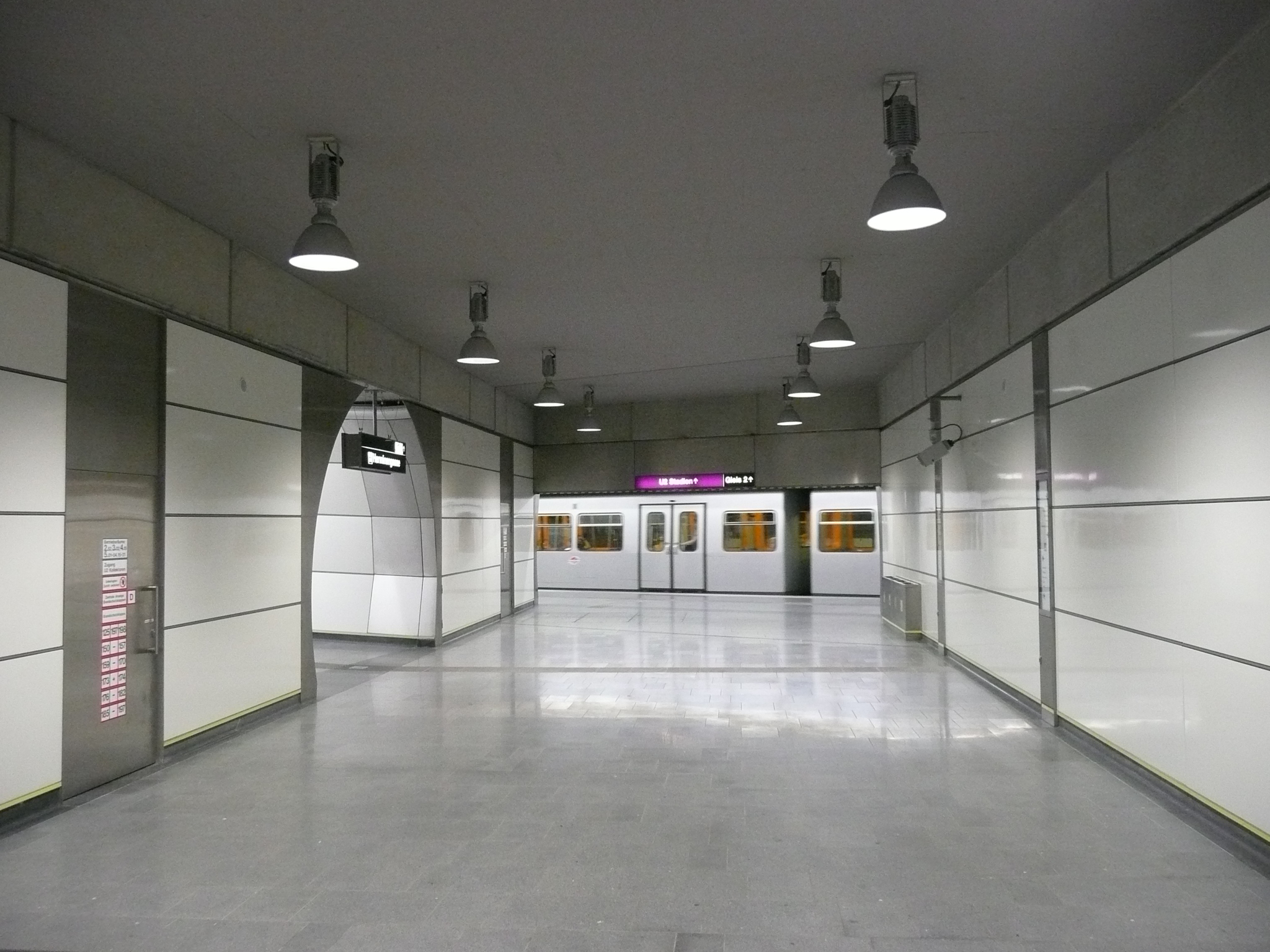
Linia U2, noua stația Schottenring deschisă în anul 2008.

Următorul tabel arată, în ordine cronologică, datele de deschidere a secțiunilor individuale:
| Data               | Linia | Traseu                                                           |
| ------------------ | ----- | ---------------------------------------------------------------- |
| 8 mai 1976         | U4    | Heiligenstadt–Friedensbrücke                                     |
| 25 februarie 1978  | U1    | Reumannplatz–Karlsplatz                                          |
| 3 aprilie 1978     | U4    | Friedensbrücke–Schottenring                                      |
| 15 august 1978     | U4    | Schottenring–Schwedenplatz–Karlsplatz                            |
| 18. Noiembrie 1978 | U1    | Karlsplatz–Stephansplatz                                         |
| 24 noiembrie 1979  | U1    | Stephansplatz–Nestroyplatz                                       |
| 30 august 1980     | U2    | Schottenring–Rathaus–Karlsplatz                                  |
| 26 octombrie 1980  | U4    | Karlsplatz–Meidling Hauptstraße                                  |
| 28 februarie 1981  | U1    | Nestroyplatz–Praterstern                                         |
| 31 august 1981     | U4    | Meidling Hauptstraße–Hietzing                                    |
| 20 decembrie 1981  | U4    | Hietzing–Hütteldorf                                              |
| 3 septembrie 1982  | U1    | Praterstern–Kagran                                               |
| 7 octombrie 1989   | U6    | Philadelphiabrücke–Nußdorfer Straße–Heiligenstadt/Friedensbrücke |
| 6 aprilie 1991     | U3    | Erdberg–Volkstheater                                             |
| 4 septembrie 1993  | U3    | Volkstheater–Westbahnhof                                         |
| 3 septembrie 1994  | U3    | Westbahnhof–Johnstraße                                           |
| 15 aprilie 1995    | U6    | Philadelphiabrücke–Siebenhirten                                  |
| 4 mai 1996         | U6    | Nußdorfer Straße–Floridsdorf                                     |
| 5 decembrie 1998   | U3    | Johnstraße–Ottakring                                             |
| 2 decembrie 2000   | U3    | Erdberg–Simmering                                                |
| 2 septembrie 2006  | U1    | Kagran–Leopoldau                                                 |
| 10 mai 2008        | U2    | Schottenring–Praterstern–Stadion                                 |
| 2 octombrie 2010   | U2    | Stadion–Aspernstraße                                             |
| 5 octombrie 2013   | U2    | Aspernstraße–Seestadt                                            |
| 2 septembrie 2017  | U1    | Reumannplatz–Oberlaa                                             |

## Rețeaua de metrou
Rețeaua de metrou din Viena constă în cinci linii de metrou (U1, U2, U3, U4 și U6), cu o lungime totală de 78,5 km și dispune de 104 stații, prin nouă dintre ele intersectandu-se două linii și o statie în care se intersectează trei linii. Metroul funcționează 24/7. În timpul zilei trenurile circulă la intervale de 2–5 minute, după ora 20 la fiecare 7–8 minute, iar de la ora 00:00 până la 05:00 frecvența este de 3 trenuri pe oră. În noaptea de Anul Nou și prima zi după Anul Nou, nu circulă continuu. În schimb, autobuzele merg noaptea la fiecare 30 de minute.
Fiecare linie de metrou are propria sa culoare, iar stațiile sunt uneori proiectate în cladiri. În plus față de culoarea pentru fiecare linie, ele au propriile lor elemente de design distinctive. Este vorba de stațiile de pe linia U3, unde multe prezintă un desig artistic. Un exemplu este stația Schweglerstraße, aici fiind date indicii despre istoria mediului.

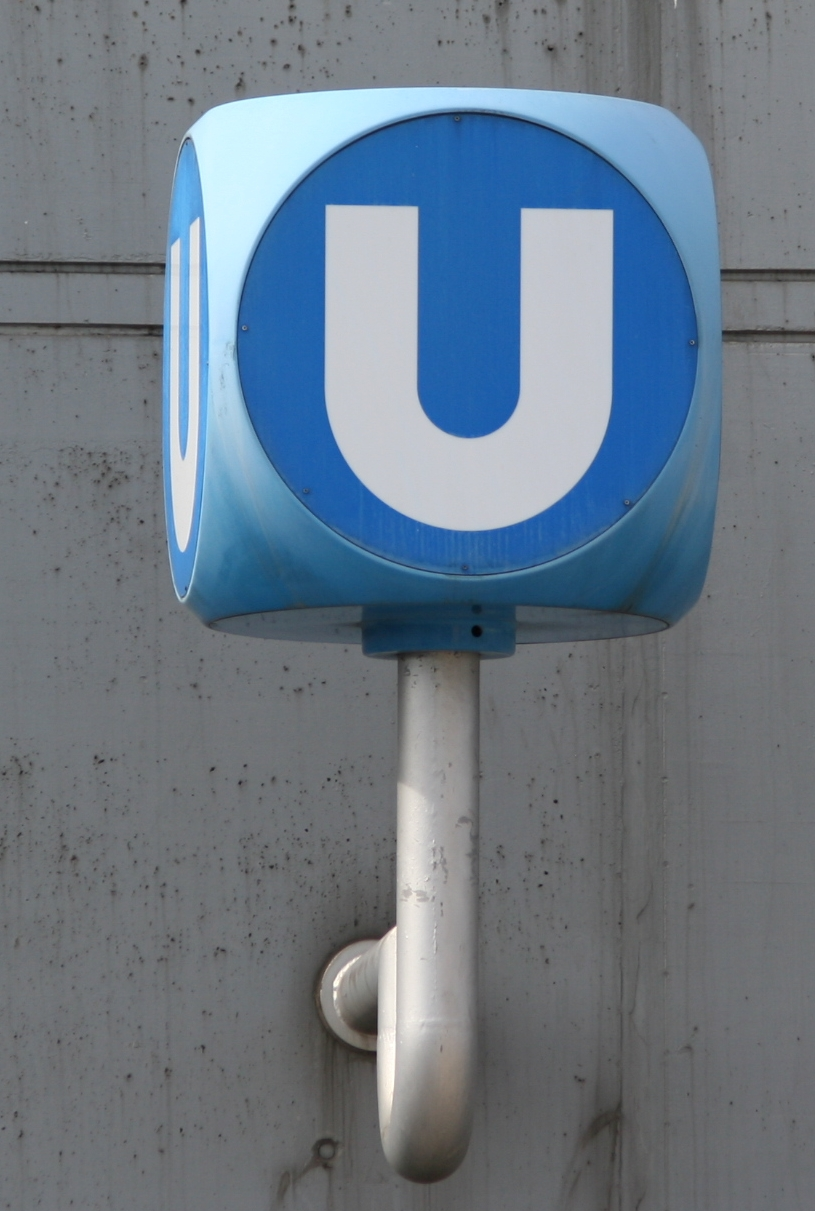
Emblema metroului vienez
Harta geografică cu reprezentare precisa a retelei de metrou din Viena
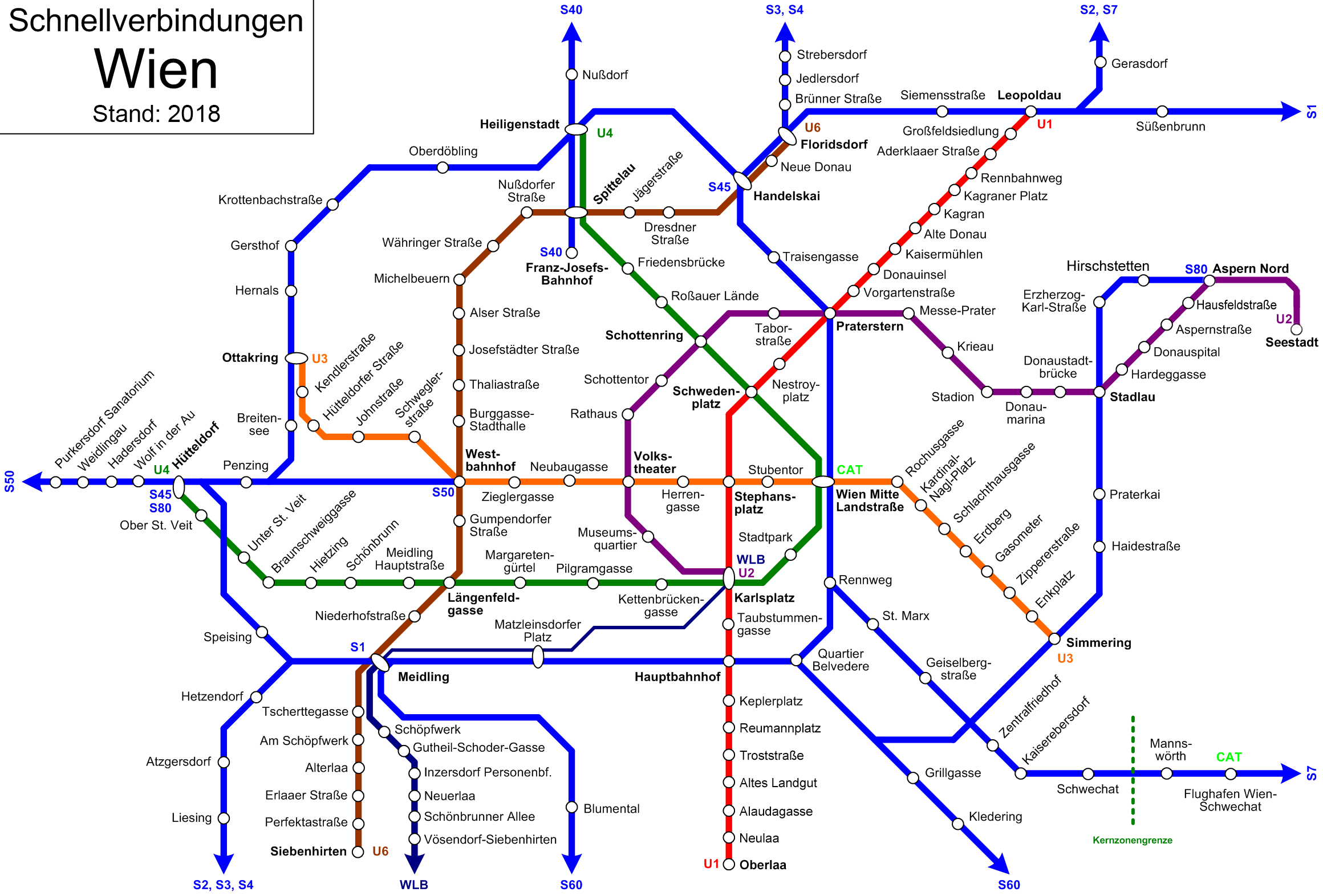
Reteaua conexiunii de mare viteza din Viena

### Liniile
| Linia | Extremele liniei           | Punerea în funcțiune                      | Lungimea | Stații | Distanța dintre stații |
| ----- | -------------------------- | ----------------------------------------- | -------- | ------ | ---------------------- |
| U1    | Oberlaa ↔ Leopoldau        | 1978 până în 2017                         |          | 24     |                        |
| U2    | Seestadt ↔ Karlsplatz      | 1980 până în 2013                         | 16,8 km  | 20     | 887 m                  |
| U3    | Ottakring ↔ Simmering      | 1991 până în 2000                         | 13,5 km  | 21     | 670 m                  |
| U4    | Hütteldorf ↔ Heiligenstadt | 1976 până în 1981 (1898–1901 metrou ușor) | 16,4 km  | 20     | 861 m                  |
| U6    | Siebenhirten ↔ Floridsdorf | 1989 până în 1996 (1898 metrou ușor)      | 17,5 km  | 24     | 754 m                  |

### Stații de transfer

#### Arhitectura

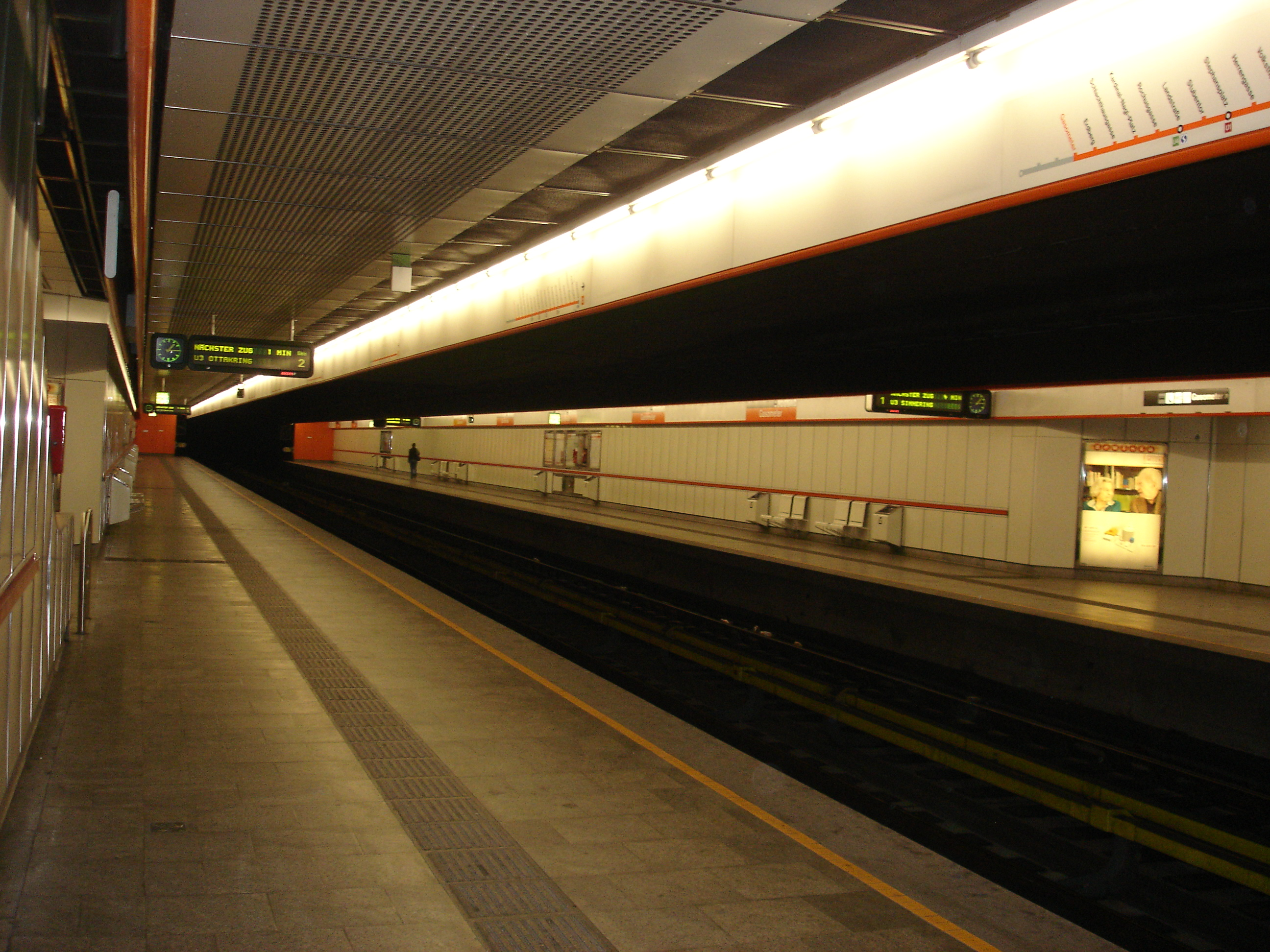
Benzile de lumină care despart platforma, de calea ferată

Arhitecții Wilhelm Holzbauer, H. Marschalek, G. Ladstätter și Bernd Gantar, au dezvoltat împreună un grup de arhitecți pentru metrou (AGU), un sistem unic de panouri, care caracterizează cele mai multe stații. Toate componentele de un tip sunt construite în conformitate cu utilizarea lor similară și au zone de platformă, pasaje, scări și coridoare. Acestea includ panouri de informare și sistem de ghidare, sisteme de securitate, puncte de acces, cum ar fi uși sau biletele din stațiile de metrou. Componentele din fiecare stație sunt prevăzute cu linia de culoare, care ajută pentru o orientare mai bună în statiile unde se intersectează mai multe linii. Mai mult de atât, zonele de platformă și instalațiile de cale sunt separate vizual. Coridoarele sunt puternic iluminate și stabilesc în mod clar zona de pistă de la o zonă periculoasă, care este păstrată în întuneric. Platformele au fost concepute cu benzi de lumină continuă, astfel încât granița dintre cele două domenii este în mod clar văzută. În plus, arhitecții au proiectat stații individuale, caracteristice unor considerente funcționale.
Nu este concepută de către AGU, stația Karlsplatz și statiile de pe linia U2, care au primit un mare design personalizat.
Pe linia U4, sunt două stații (Schönbrunn și Stadtpark) de cale ferată a orașului Viena, construite în 1898 și 1901, în mare parte fiind conservate în starea lor inițială. Alte statii existente în oraș, au fost modificate în cadrul procesului de conversie la metrou, unde statiile originale precum Ober-St.-Veit, Kettenbrückengasse, Friedensbrücke, persistă. Pe linia U6, cele mai multe din fostele clădiri ale stațiilor de tramvai, concepute între anii 1894 - 1900 de către arhitectul Otto Wagner, sunt la fel ca înainte.

## Material rulant
Metroul vienez are trei tipuri de material rulant. Liniile de metrou U1, U2, U3 și U4 au două tipuri de material rulant: Vechile tipuri U/U1/U2 (introduse în 1972) și noile tipuri V (introduse în 2002). Linia de metrou U6 are doar un tip de trenuri, tipul T/T1 (introdus în 1993), vechile E6/C6 au fost retras în 2008. Acestea acum operează în Utrecht în Țările de Jos și Cracovia în Polonia, cu un singur set expus la Muzeul de Vehicule din Viena.

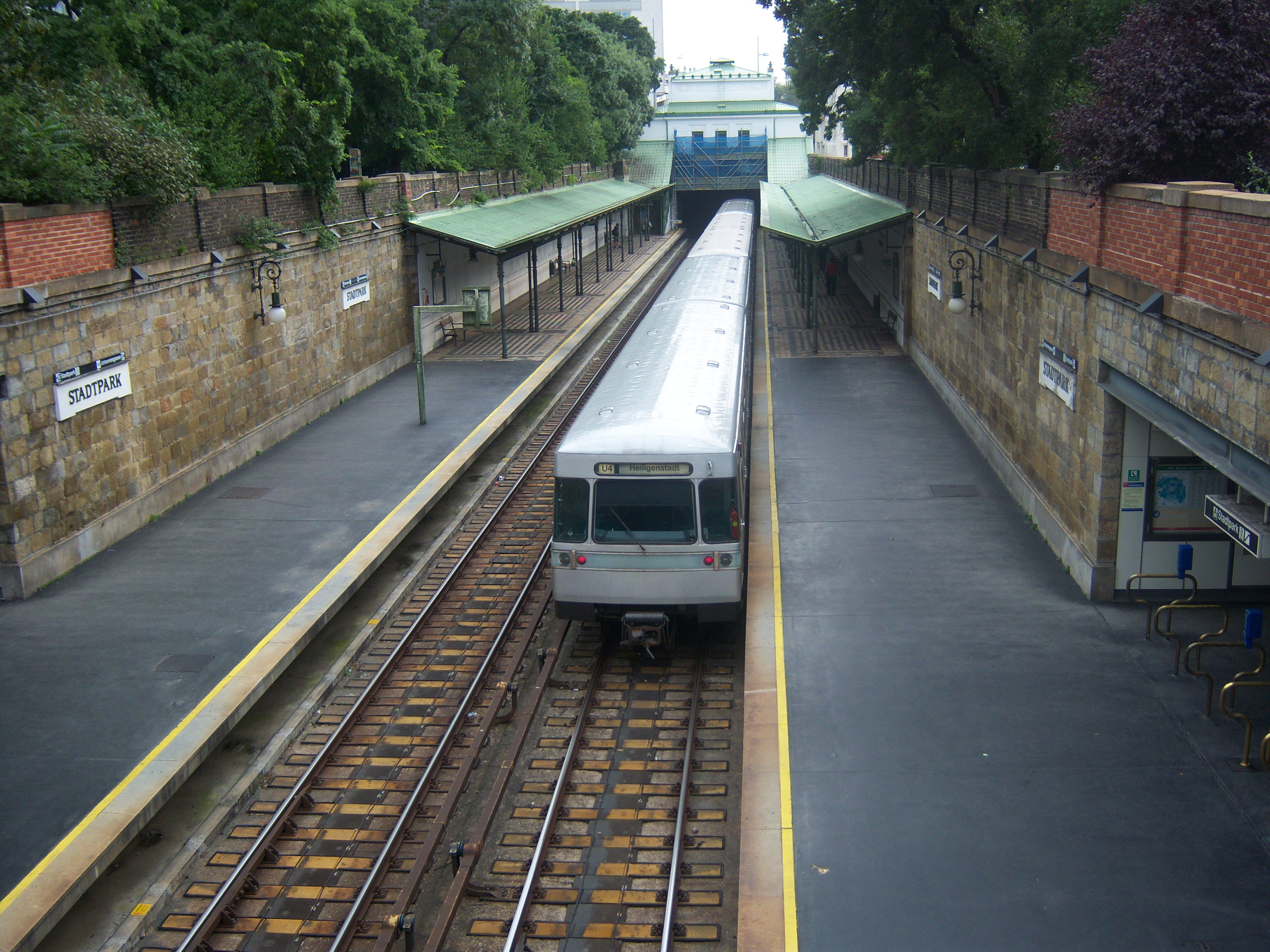
Tipul U la Stadtpark
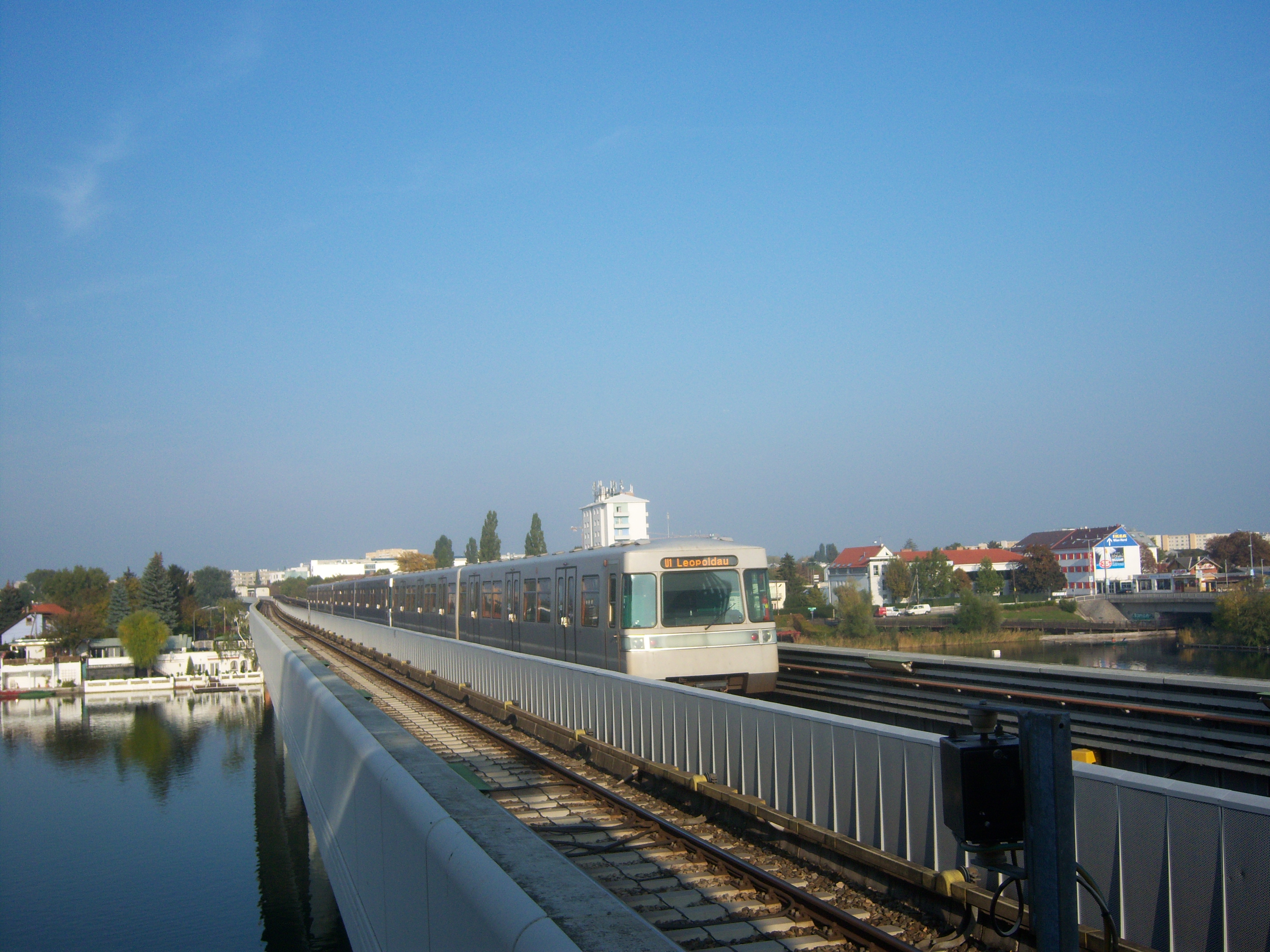
Tipul U1 trecând "Alte Donau" (Vechea Dunăre)
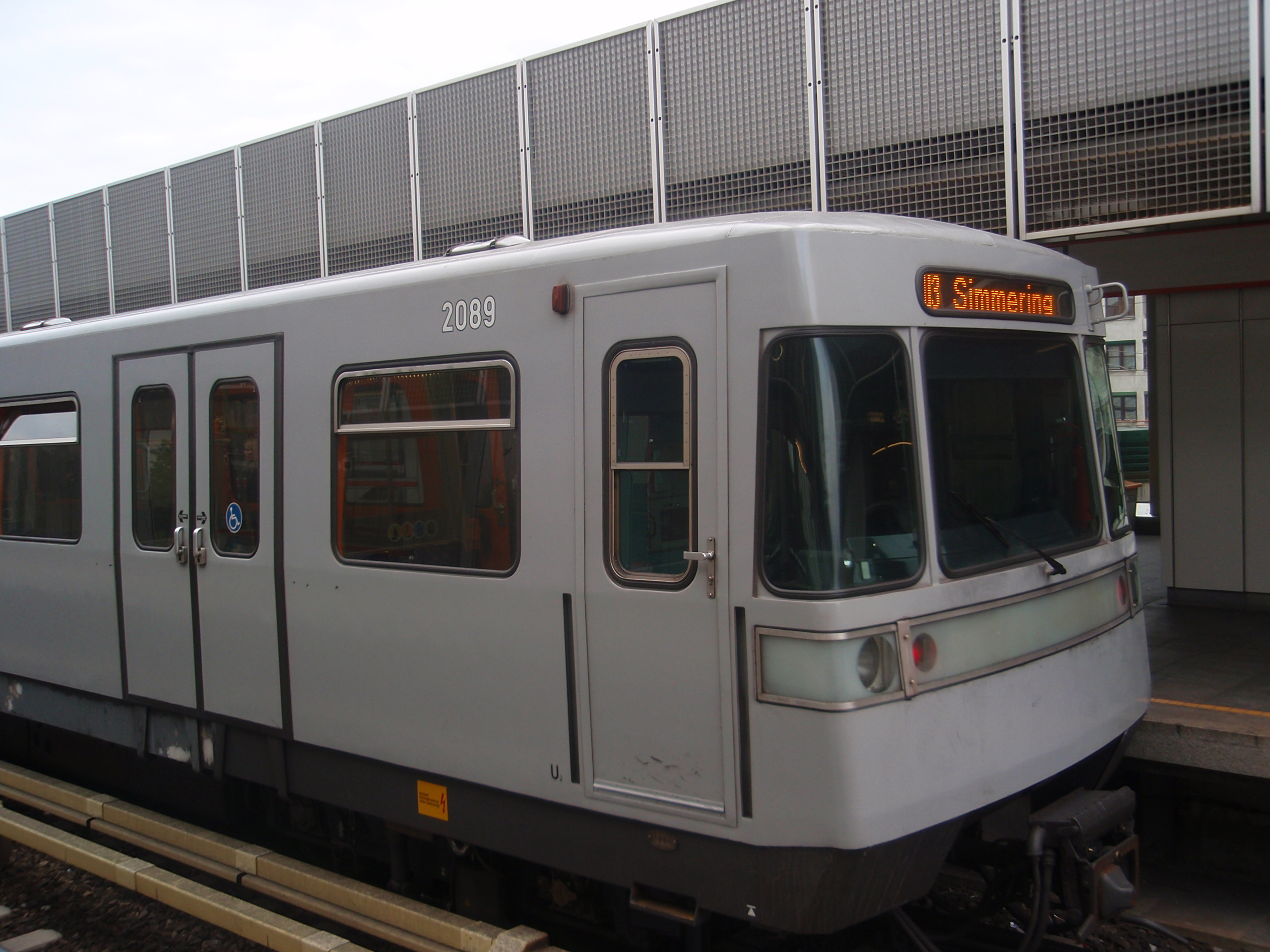
Tipul U2 la Ottakring
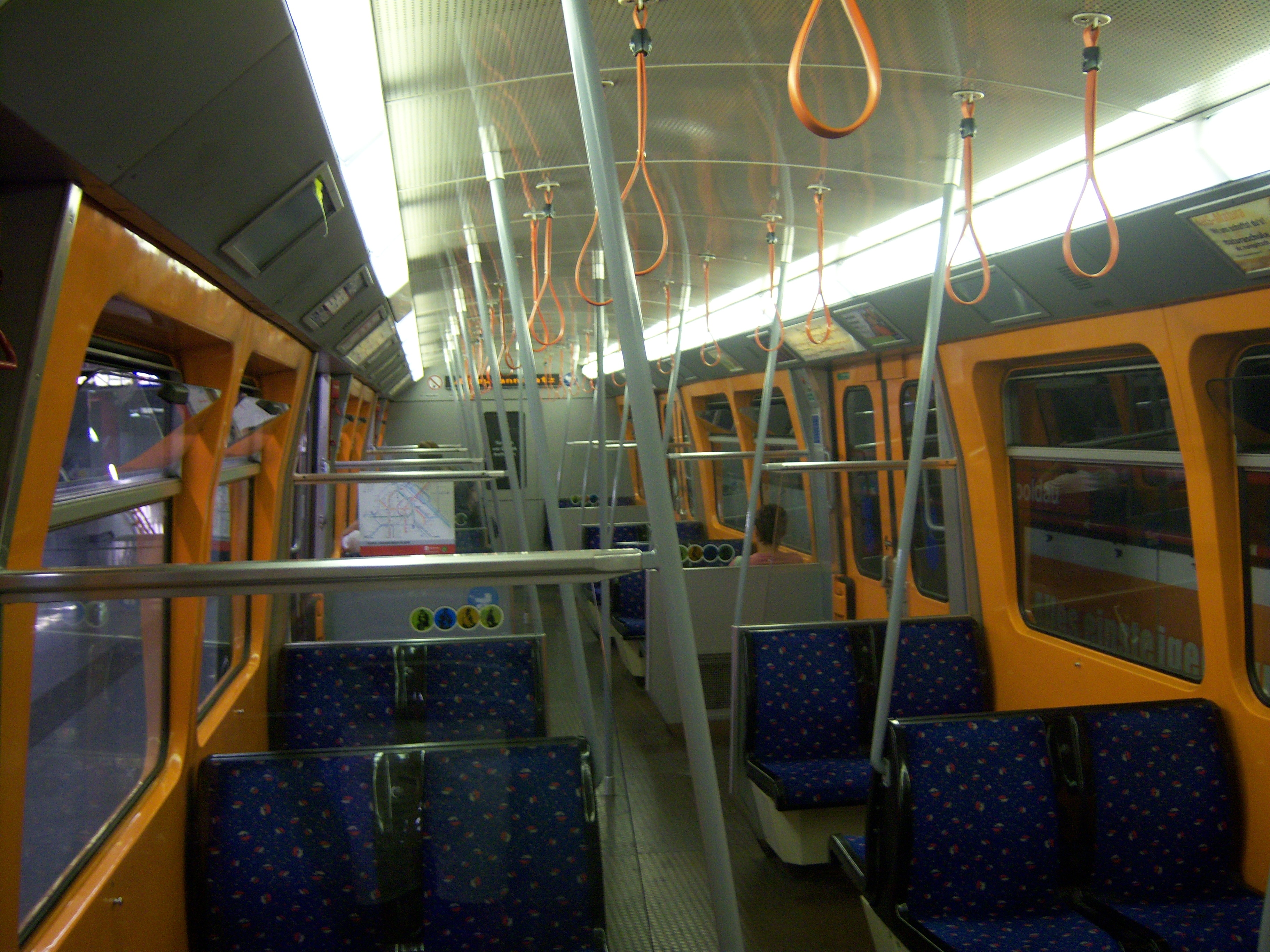
Interiorul tipului U1
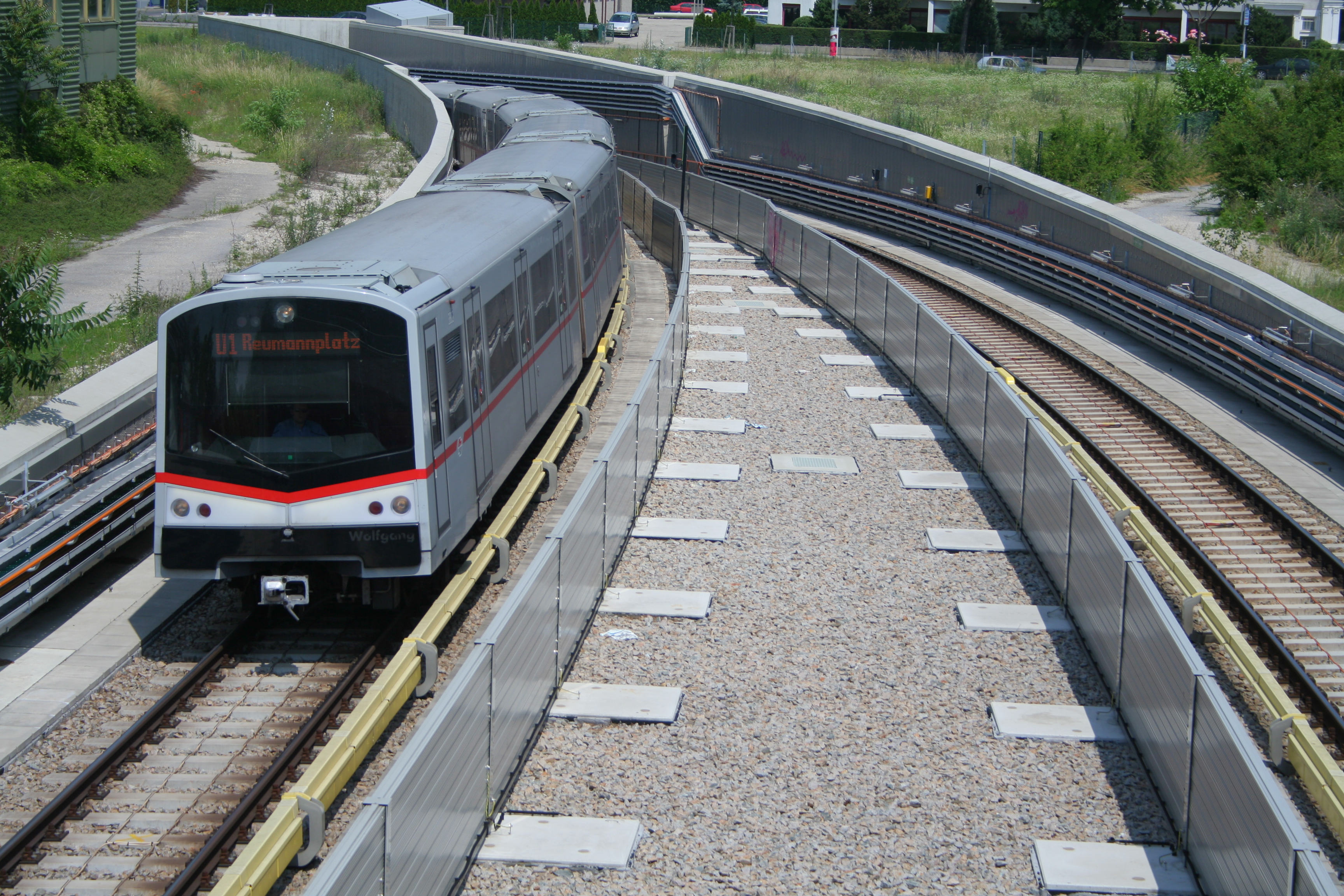
Tipul V la Aderklaaer Straße
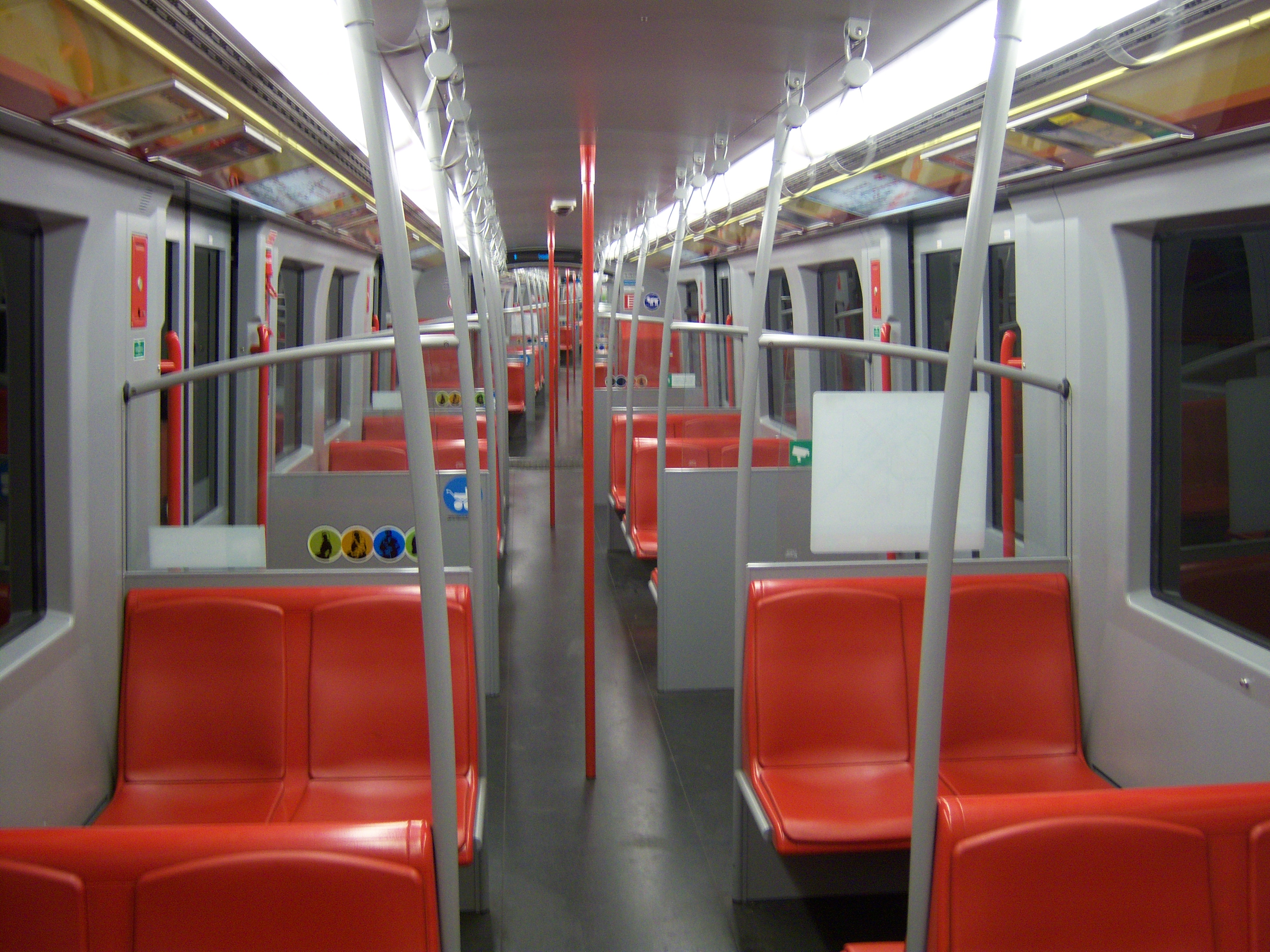
Interiorul tipului V
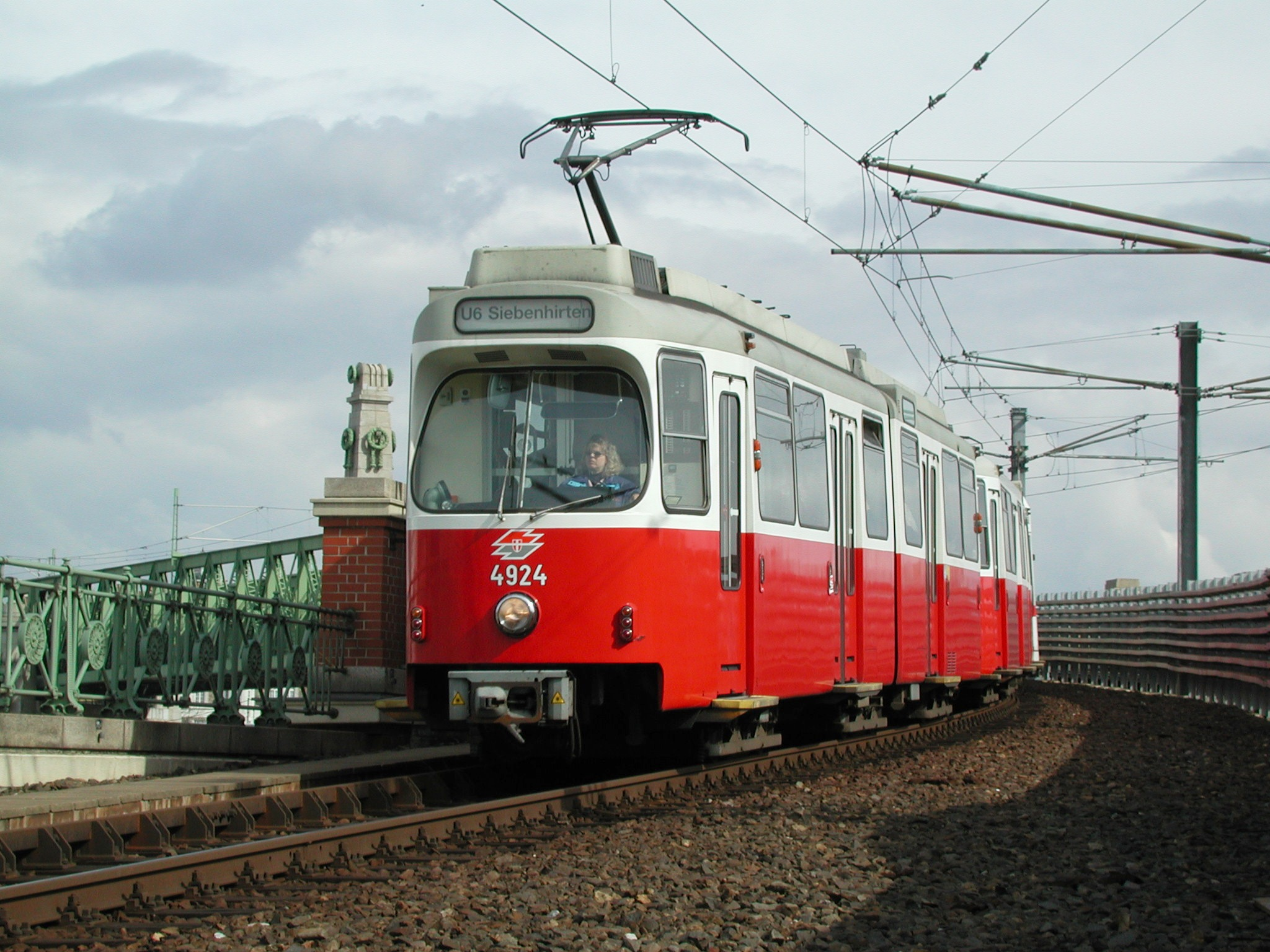
Tipul E6/C6 trecând podul peste Wienzeile
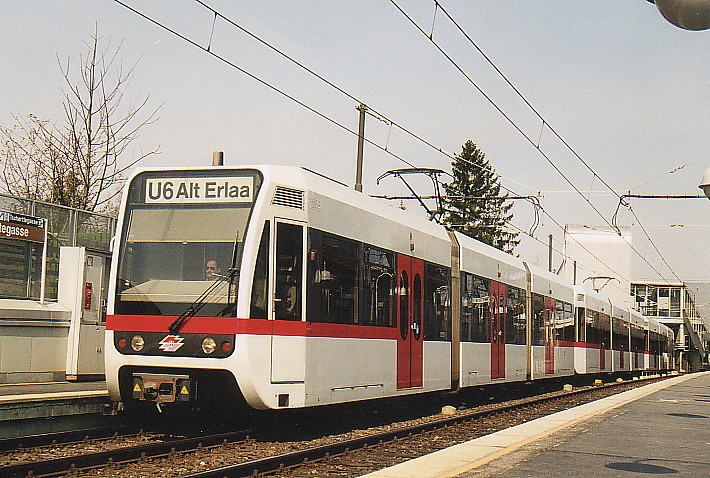
Tipul T la Tscherttegasse
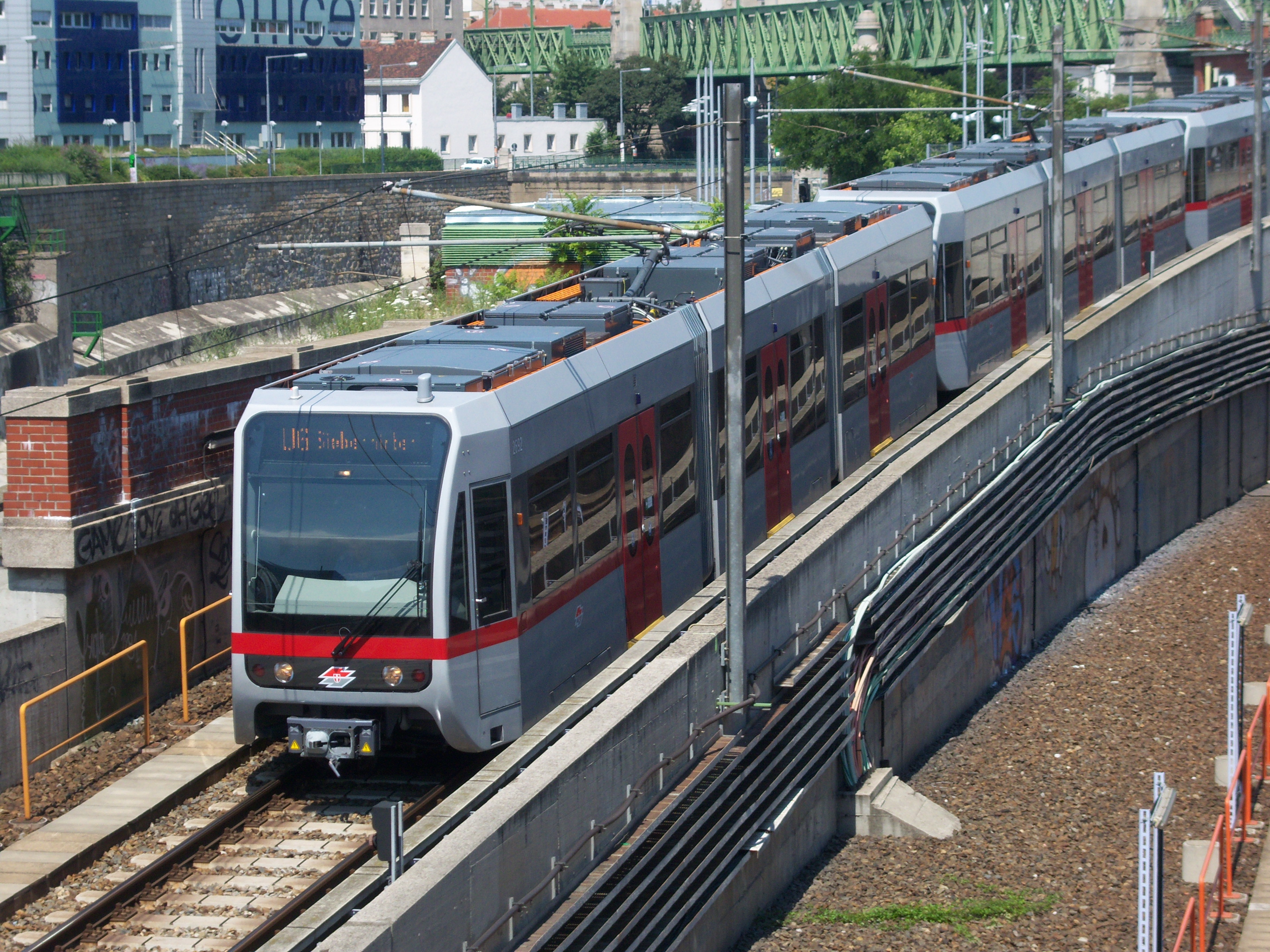
Tipul T1 la Längenfeldgasse
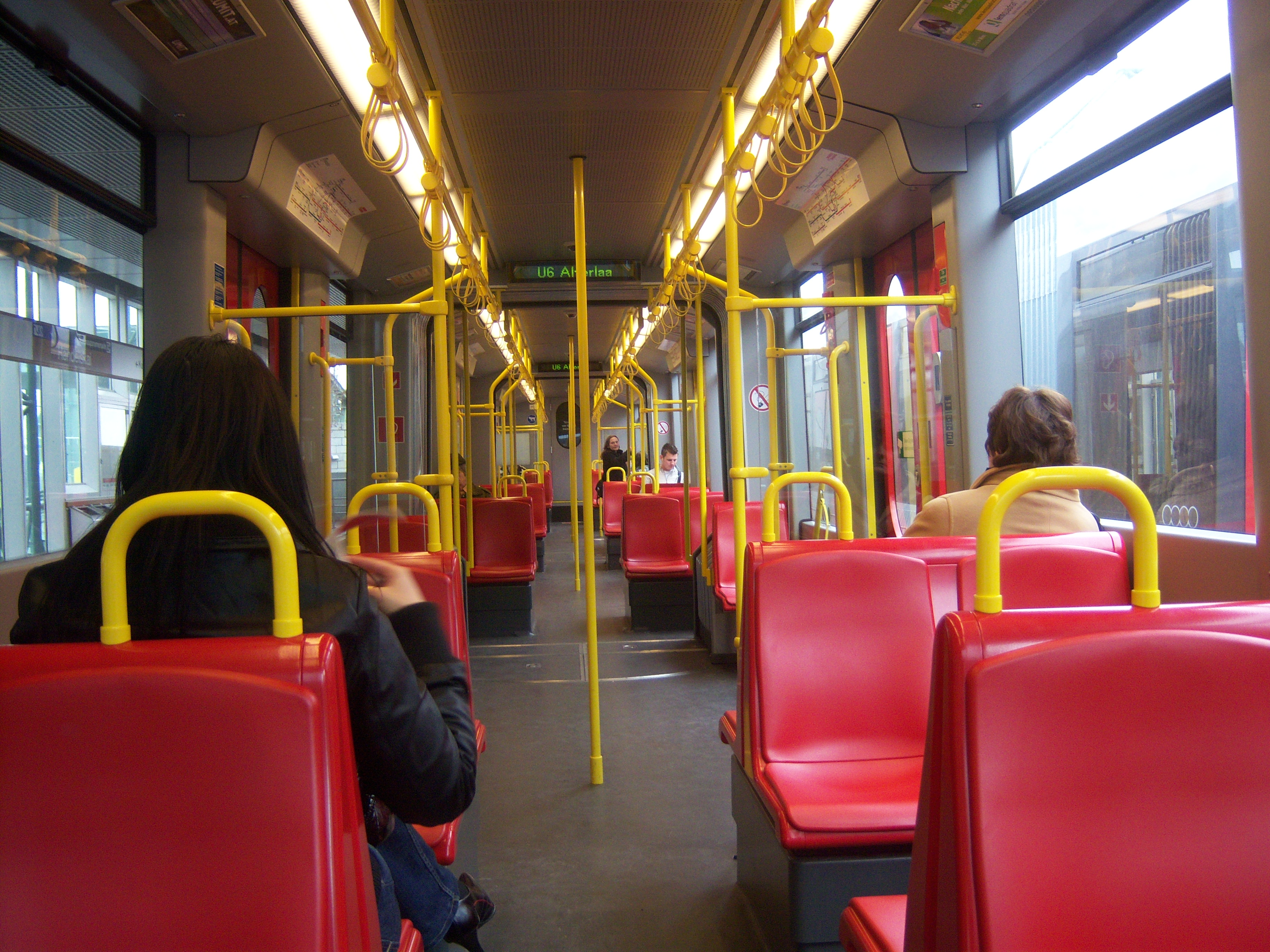
Interiorul tipului T1

## Expansiunea rețelei

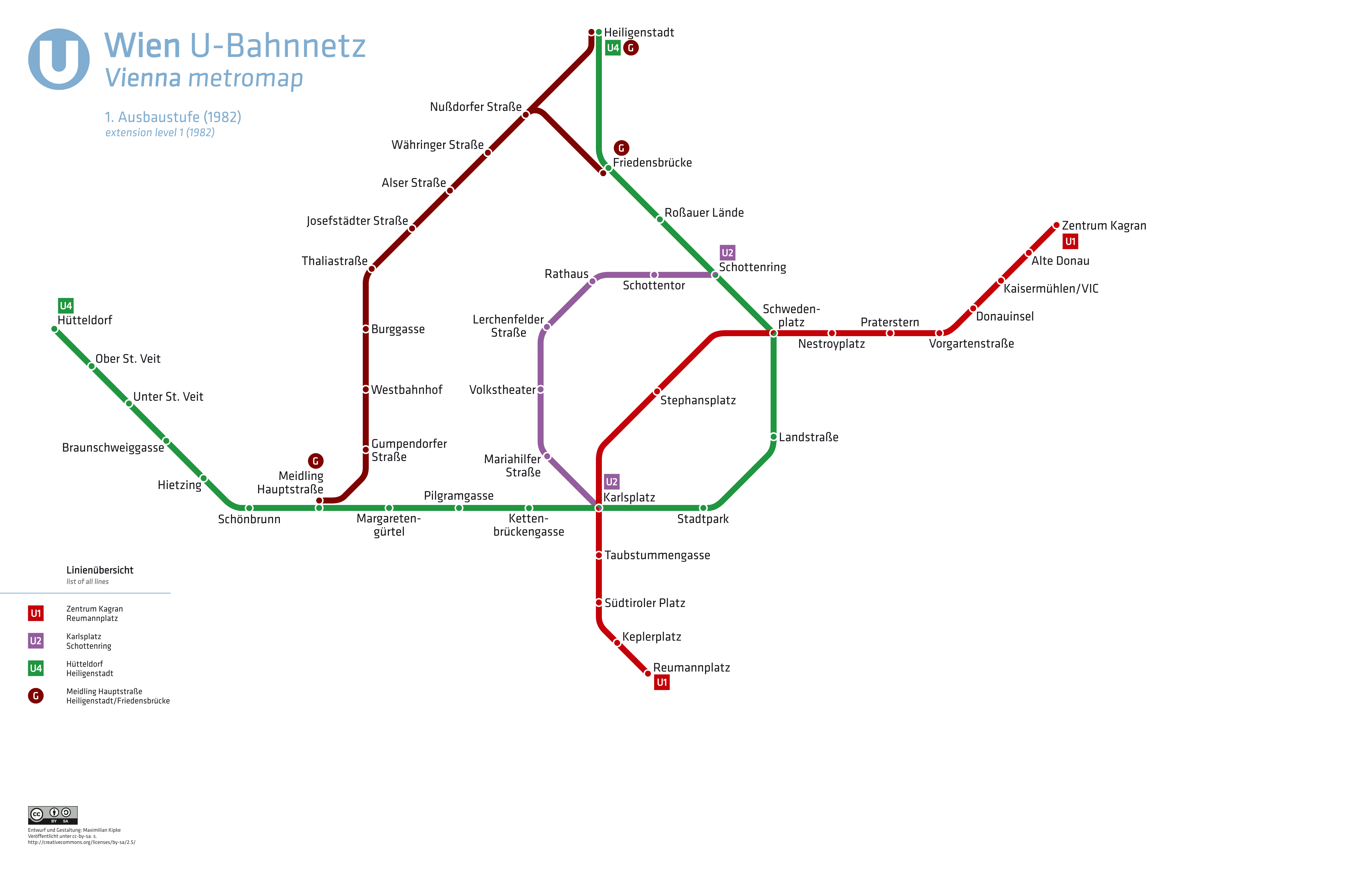
Harta rețelei în anul 1982

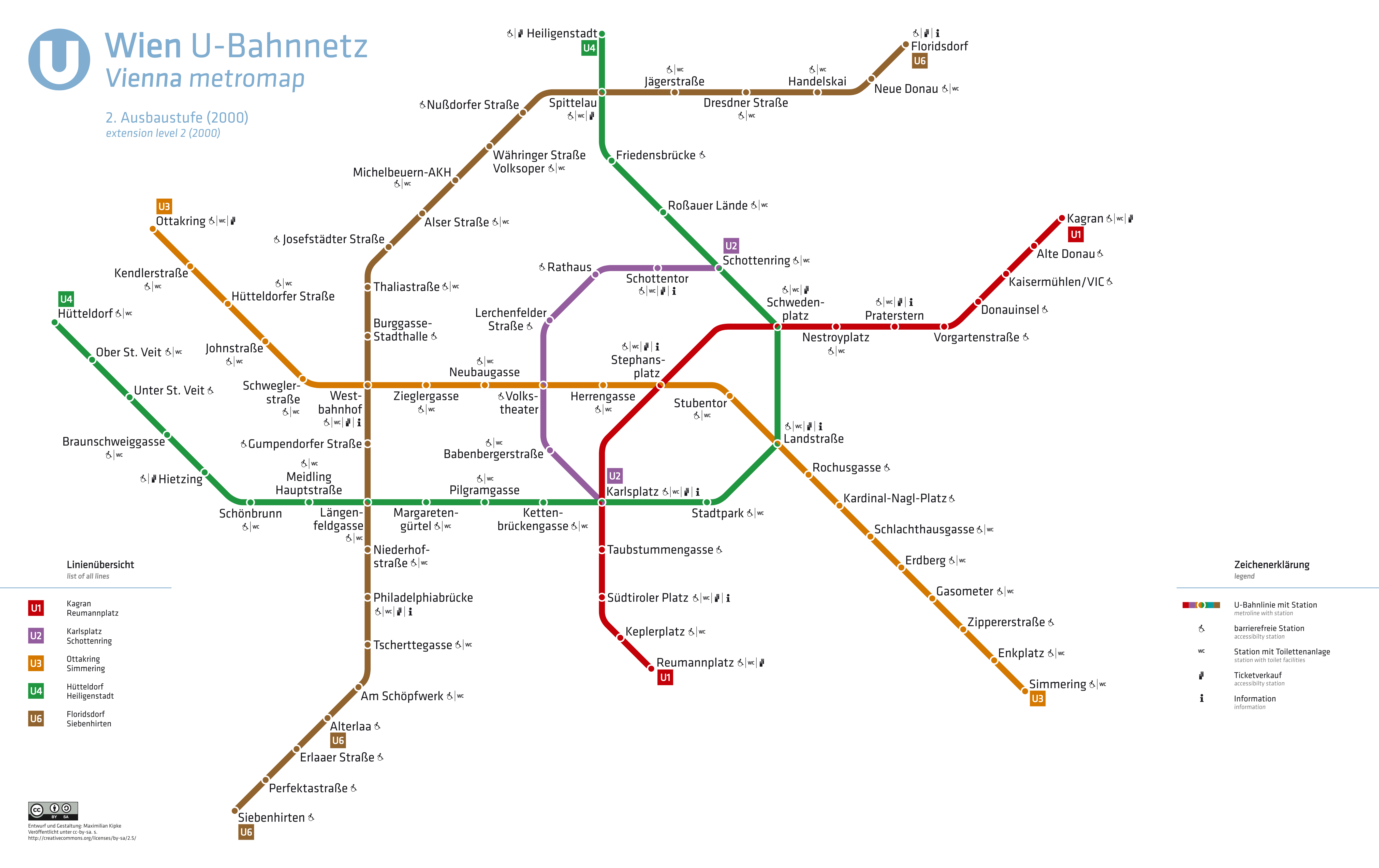
Harta rețelei în anul 2000

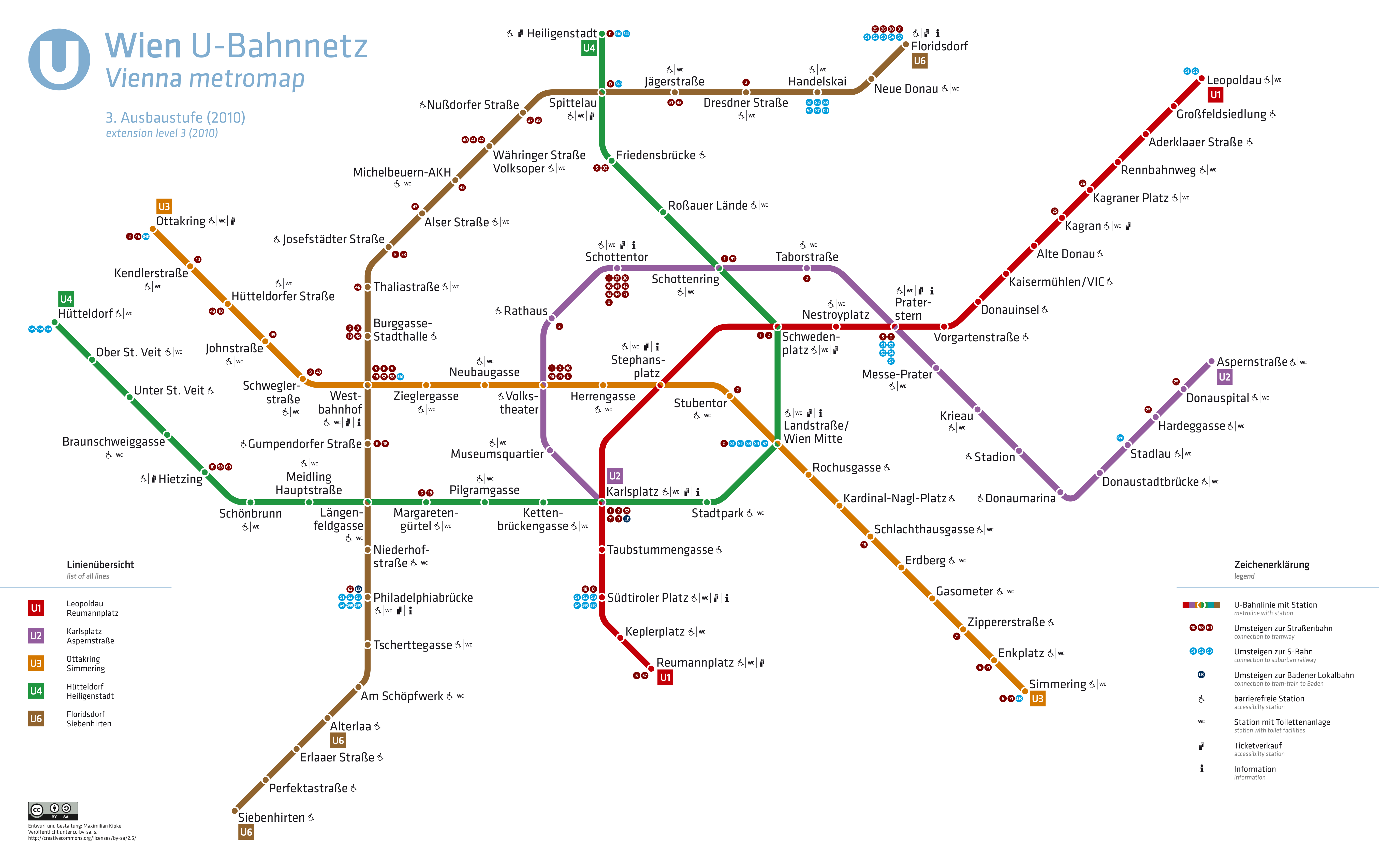
Harta rețelei în anul 2010

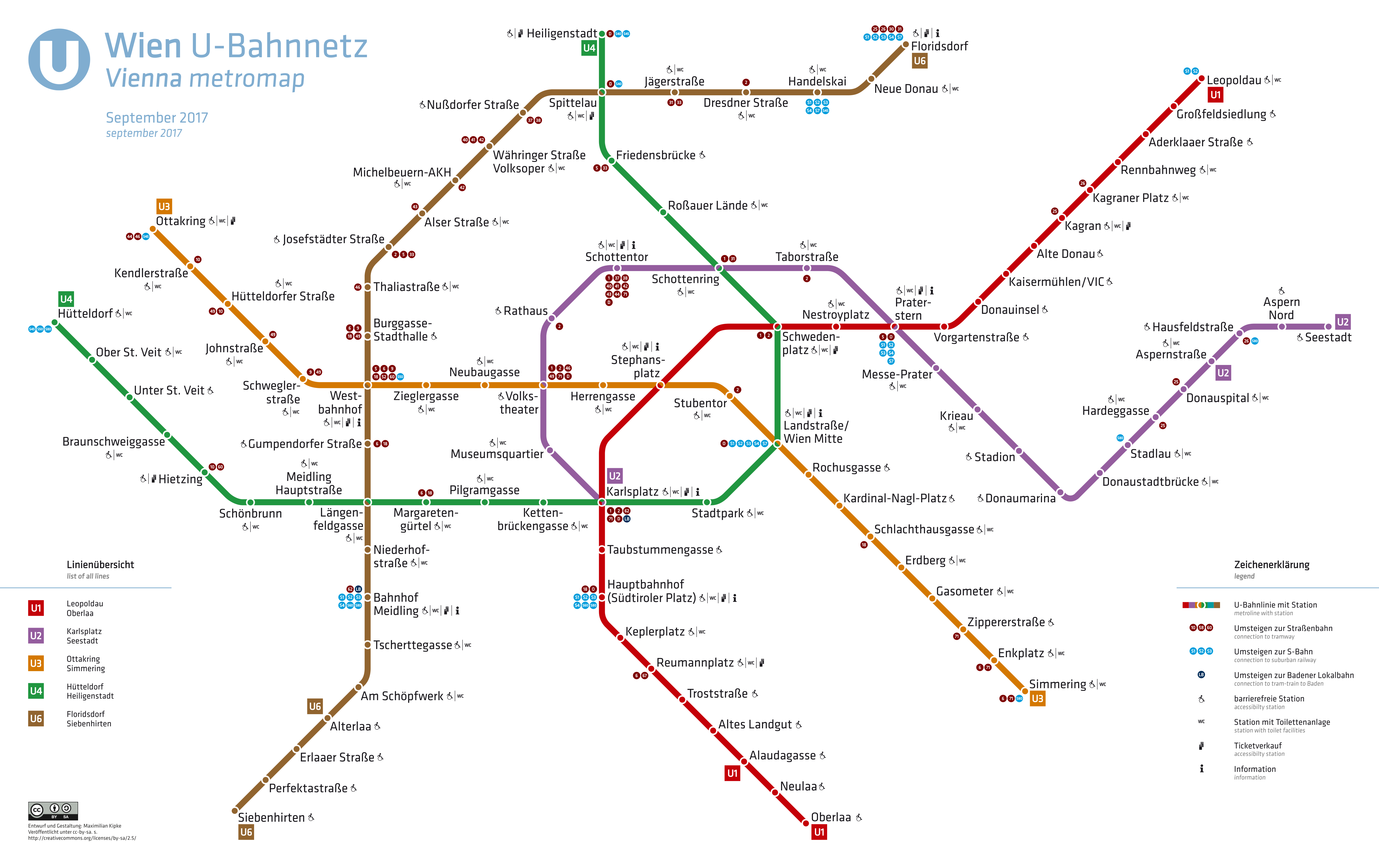
Harta rețelei în anul 2017

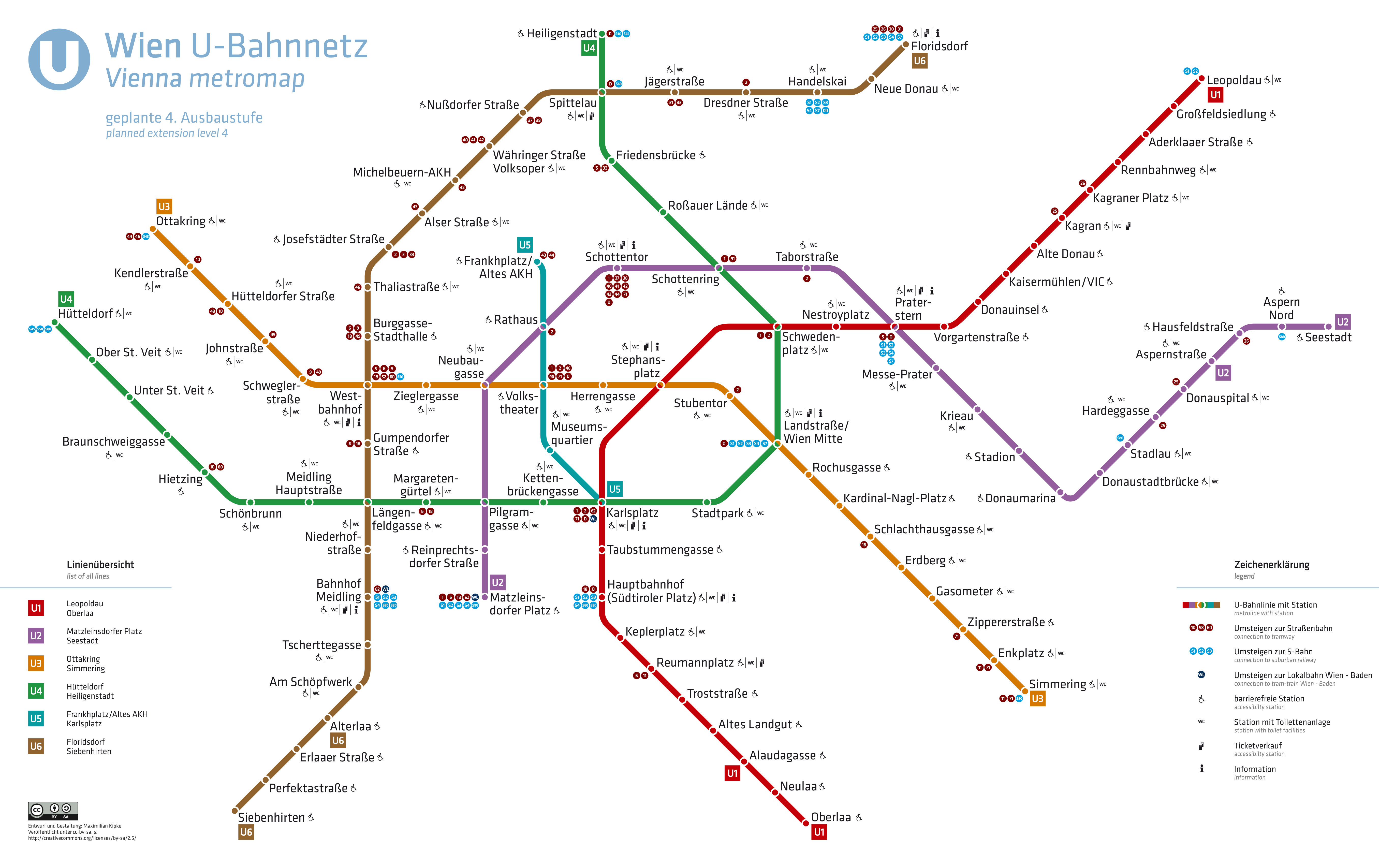
Hartă planificată pentru anul 2023

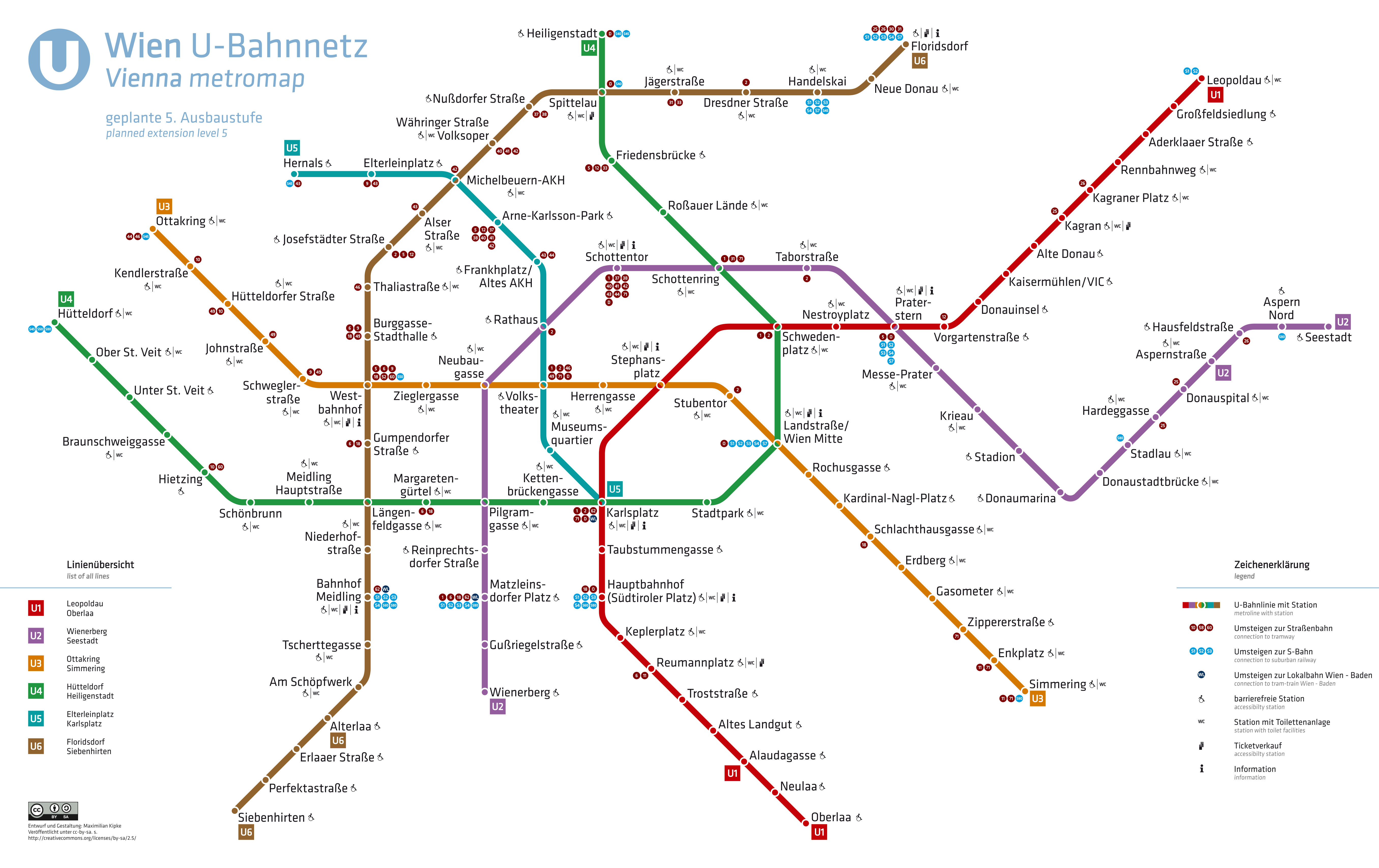
Hartă planificată pentru anul 2030

### Prima etapă de expansiune: 1976 - 1982
- Transformarea treptată a liniei LRT Line Wiental-Canalul Dunării, în linia de metrou U4.
- Conversia și extinderea funcționarii a tramvaiul Zweierlinie, in linia U2.
- Construirea treptată a liniei U1, de la Reumannplatz la Kagran.

### A doua etapă de expansiune: 1989 - 2000
- Conversia din metrou ușor a centurii feroviare, în linia U6.
- Extinderea liniei U6, dintre Gumpendorfer Straße–Siebenhirten și Nußdorfer Straße–Floridsdorf.
- Construirea treptată a liniei U3, de la Ottakring la Simmering.

### A treia etapă de expansiune: 2001 - 2010
Extinderea liniei U1 de la Kagran la Leopoldau, acest tronson fiind deschis pe 2 septembrie 2006. Astfel, Districtele 21 și 22 sunt puternic conectate la rețeaua de metrou. La stația termius Leopoldau, este realizată o tranziție cu sistemul de S-Bahn.
Extinderea liniei U2, de la Stadionul Ernst-Happel spre Aspernstraße, a fost suspendată din cauza unor probleme juridice: un tunel între două case, în Districtul 2 al Vienei. Datorită unei reorganizări a priorităților, întârzierea a fost în mare măsură echilibrată. Cu toate acestea, și construcția pasajului în cauză, au fost reluate în iunie 2006. Finalizarea liniei U2 pentru Campionatul European de Fotbal 2008 de la Stadionul Ernst-Happel, a fost prin urmare incertă. Deschiderea acestei prelungiri a liniei U2, a avut loc în data de 10 mai 2008.
La 28 septembrie 2006, au început oficial lucrările la tronsonul liniei U2 dintre stadion si Aspernstraße. Tronsonul lung de aproximativ 5 kilometri, a fost construit complet suspendat și a primit un total de șase stații. La stația Stadlau, este posibilă o tranziție cu trenurile ÖBB. De asemenea, al doilea mare spital din Viena, Spitalul Dunării (SMZ Est), are propria stație de metrou. După finalizarea acestei faze de construcție, linia U2 avea un total de șaptesprezece stații. Trei linii de metrou traversează Dunărea. După această fază, lungimea totală a rețelei de metrou va fii de 74,6 km.

### A patra etapă de expansiune: 2010 - 2020
În 2004, Viena, ca parte a unei expoziții, a oferit o primă idee pentru o a patra extindere a metroului. În jurul anului 2019, reteaua de metrou ar trebui să aiva o lungime de aproximativ 90 km. După negocierile dintre guvernul federal și cel de stat (land), în primăvara anului 2007 a fost anunțată o finanțare de 50:50, urmând realizarea următoarelor proiecte:
- Extinderea liniei U2, de la Aspernstraße la Seestadt Aspern (2013)
- Extinderea liniei U1, de la Reumannplatz la Oberlaa (2017)
- Extinderea liniei U2, de la Karlsplatz la Gudrunstraße (2019)

### A cincea etapă de expansiune: 2018 - 2023
A cincea etapă va începe prin divizarea unei părți din U2 la stația Rathaus în două linii. Una va fii continuarea liniei U2 de la Rathaus la Wienerberg. Cealaltă parte de la Karlsplatz la Rathaus va fi transformată pentru o nouă linie U5, operațională pentru trenuri fără meanic. În plus, se dorește extinderea liniei U6 de la Floridsdorf la Stammersdorf.

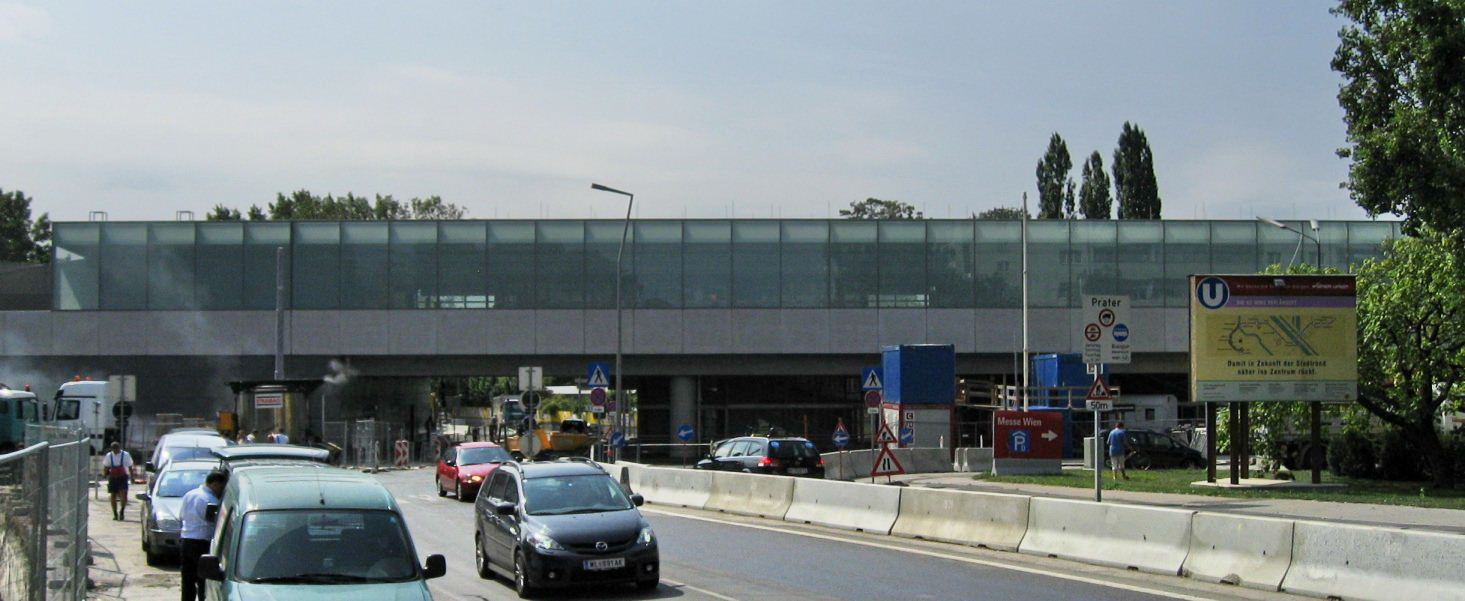
Linia U2, stația Stadion.
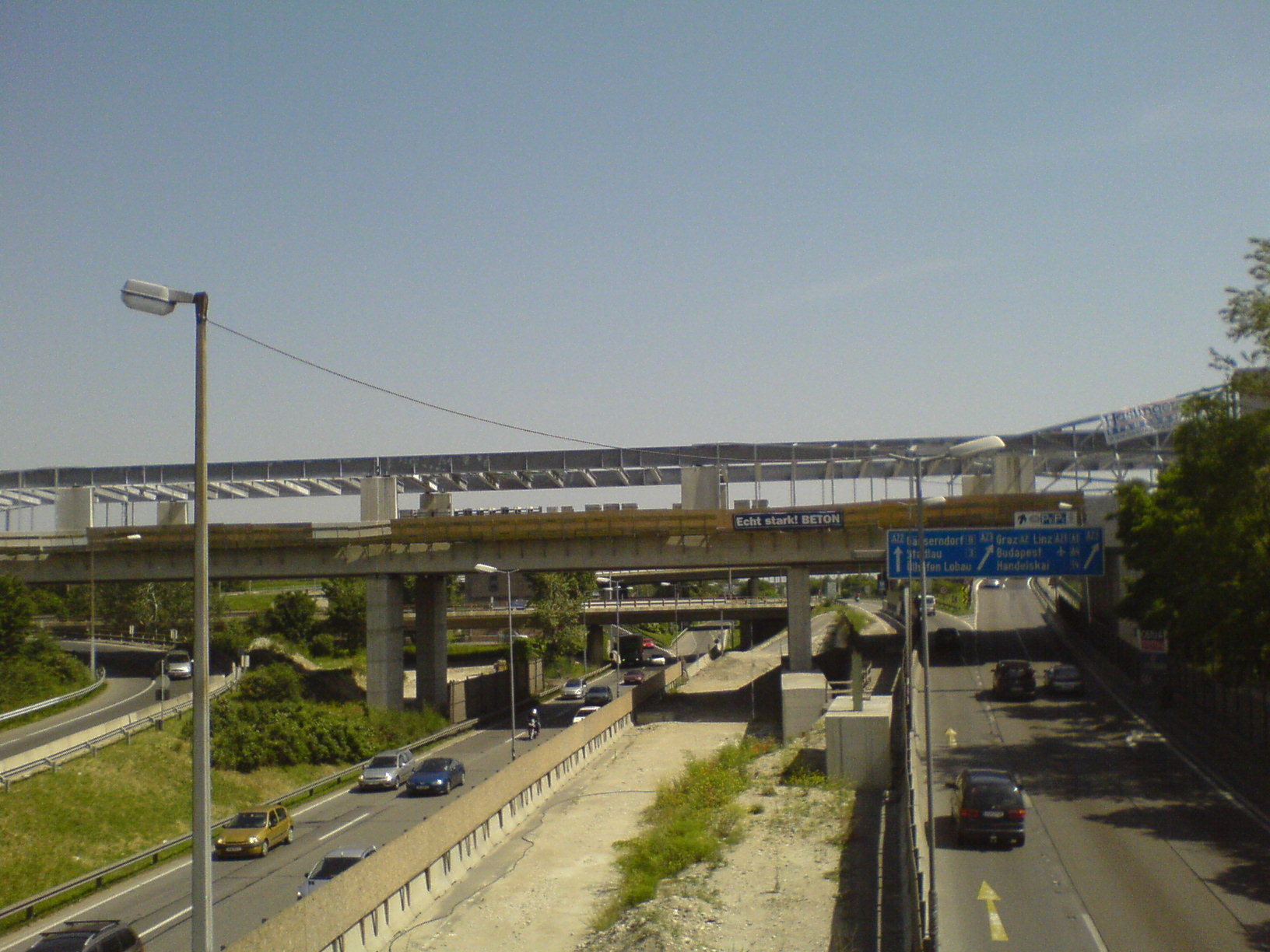
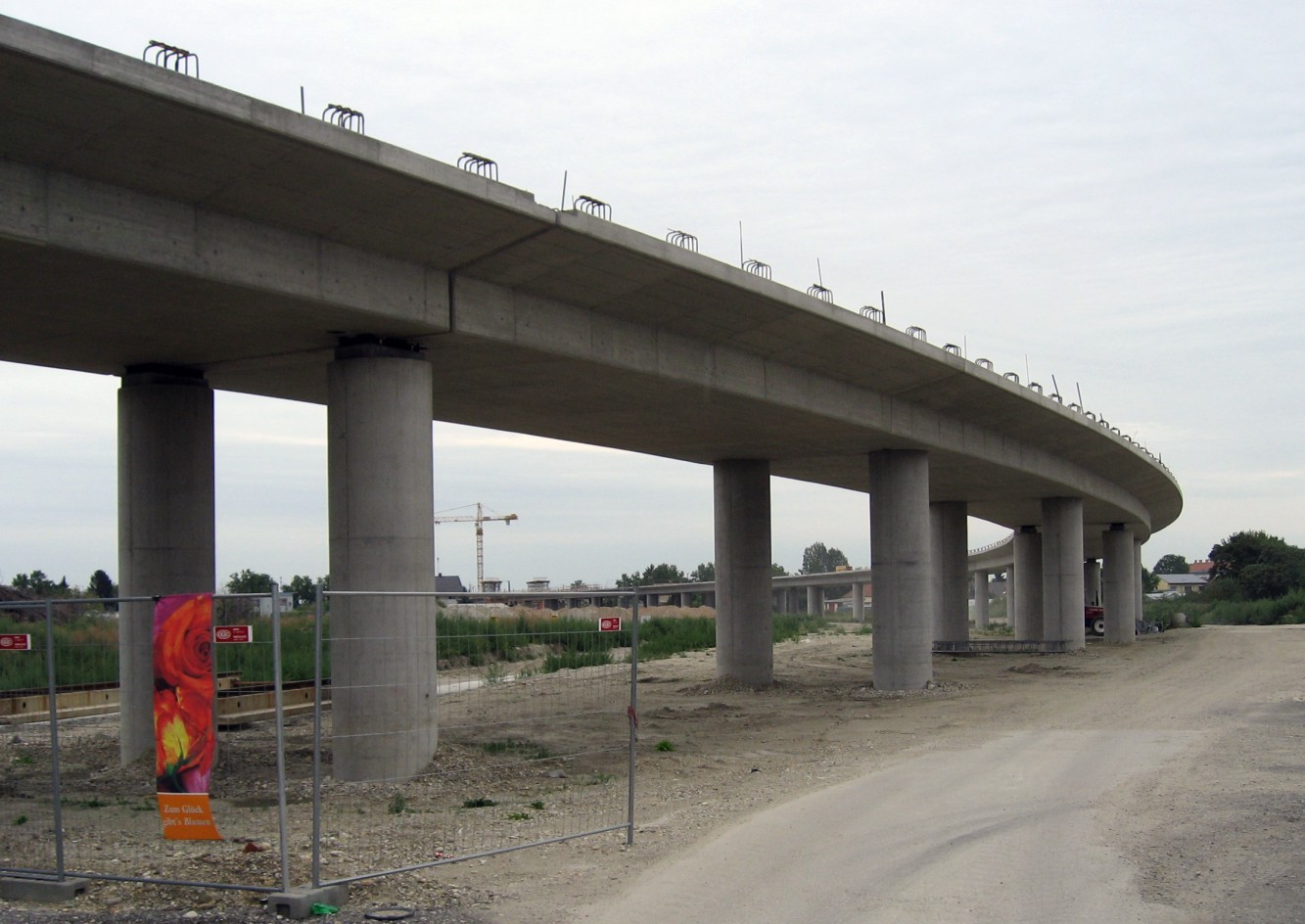
Ultimul viaduct al liniei U2 la stația Aspernstraße

## Operațiuni

### Anunțuri pentru călători
Anunțurile sunt efectuate în trenurile de metrou - precum și în alte mijloace de transport public - în timpul deplasării, asemănătoare celor de gară. Primul anunț audio a avut loc în anii 1960, după care au început să fie convertite și operate mai apoi și în tramvaie. „Vocea Wiener Linien” este vocea șefului de securitate al Transporturilor, Franz-Qaida, care anunță, după două tonuri gong, stații și noduri și uneori atrage atenția asupra pasagerilor să părăsească locurile lor în favoarea altor persoane. În stații sunt făcute anunțuri în mod regulat. În plus, față de anunțurile făcute asupra interzicerii fumatului, se fac anunțuri cu privire la păstrarea curățeniei și avertizarea cerșetorilor. Aceste anunțuri sunt efectuate din anul 2007, în tramvaie și trenuri de metrou.

### Supraveghere video

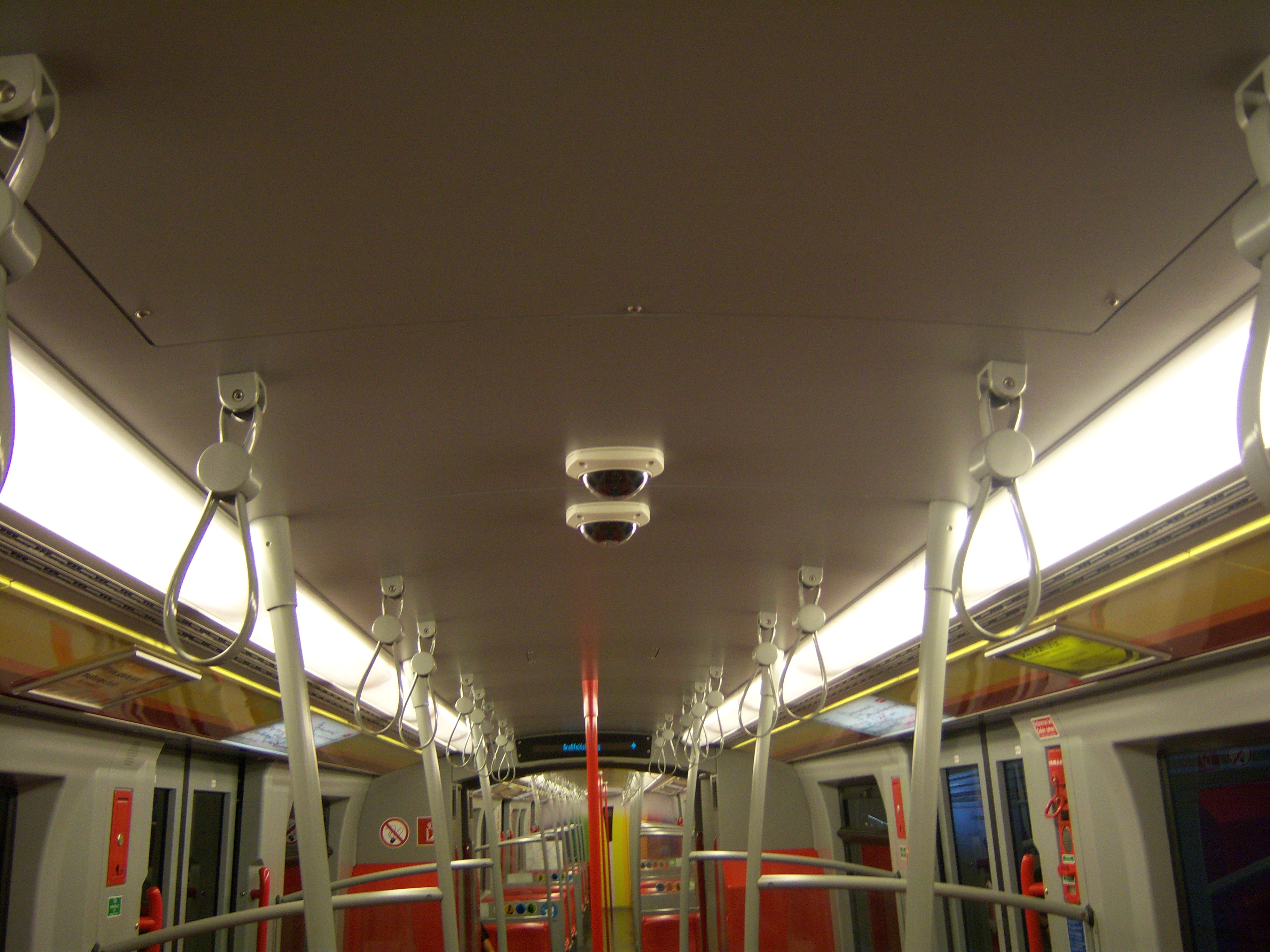
Sistem de supraveghere video în interiorul unui metrou tip V

Într-o comparație internațională a criminalității, în metroul din Viena este scăzută și în ultimii ani a continuat să scadă. Cu toate acestea, securitatea este consolidată pentru a spori sentimentul de siguranță, prin supravegherea video.
Începând cu 2007, înregistrările video ale stațiilor de metrou vor fi stocate timp de 48 de ore. Wiener Linien a susținut în fața Comisiei de Confidențialitate că va crește siguranța călătorilor, mai ales asupra vandalismului și astfel operațiunea de păstrare a datelor de trafic la aproximativ 2 milioane de pasageri pe zi, va fi întemeiată.
Toate caracteristicile noi ale tipurilor de T1 și V, precum și unele deja reconstruit de tip T, U1 și U2 sunt dotate cu supraveghere video.